# Bad Reichenhall

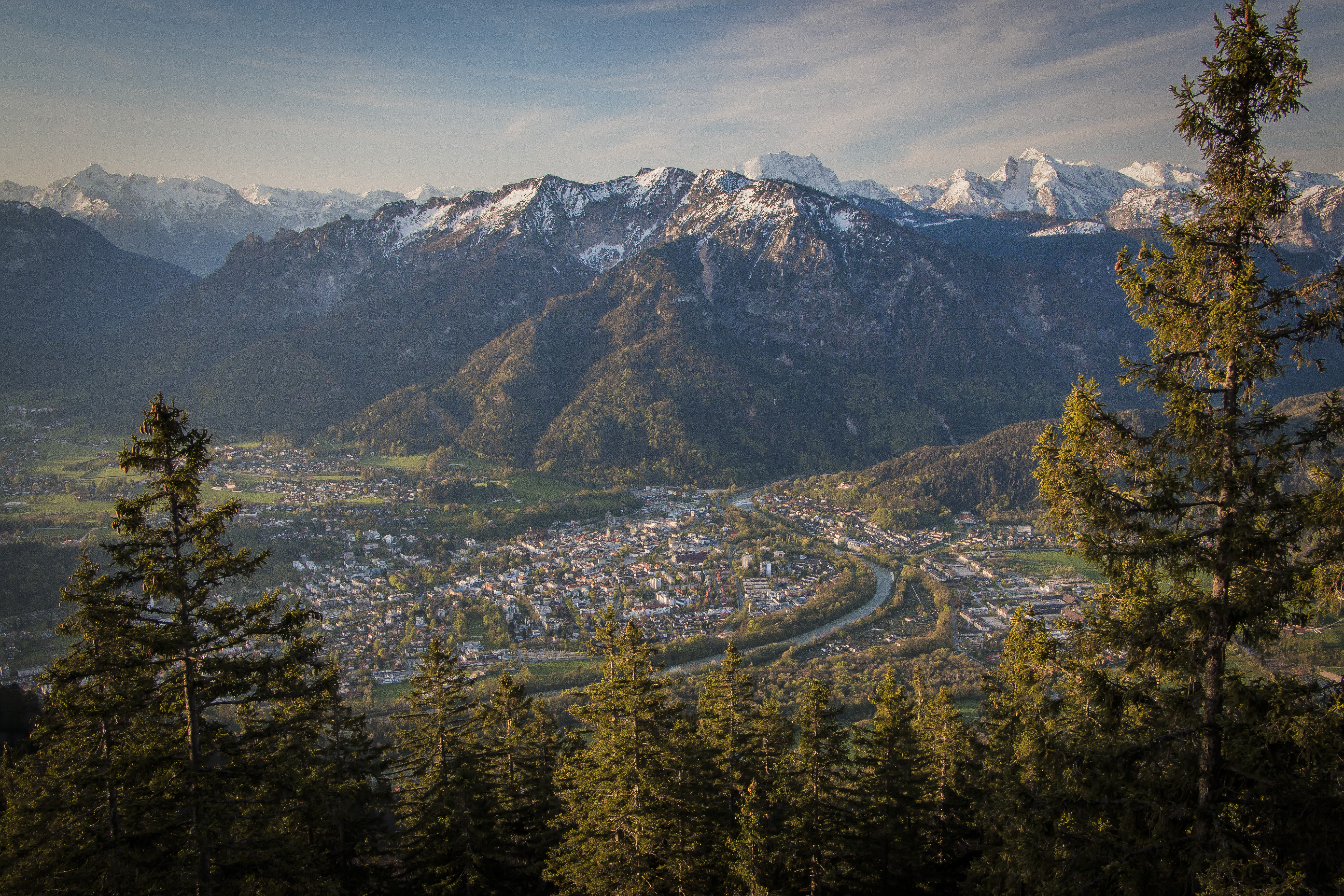
Bad Reichenhall, im Hintergrund das Lattengebirge

Bad Reichenhall ist eine Große Kreisstadt und die Kreisstadt des Landkreises Berchtesgadener Land im Regierungsbezirk Oberbayern. Die Stadt blickt auf eine viertausendjährige Siedlungsgeschichte zurück, die eng mit der Gewinnung von Salz aus Sole verknüpft ist. Das Bad Reichenhaller Alpensalz hat in Deutschland einen Marktanteil von über 50 %. Seit der Mitte des 19. Jahrhunderts ist die Stadt als Kur- und Urlaubsort bekannt, seit 1890 trägt sie das Bad im Namen und 1899 wurde der Stadt das Prädikat eines Königlich Bayerischen Staatsbads verliehen. Die Kurstadt liegt im Saalachtal, eingerahmt von den Ausläufern der Berchtesgadener und Chiemgauer Alpen. Bad Reichenhall bildet zusammen mit Freilassing ein gemeinsames Oberzentrum und ist seit 1958 Bundeswehrstandort.

## Geographie

### Geographische Lage
Die Stadt liegt im Reichenhaller Becken an der Saalach. Sie wird umrahmt vom Predigtstuhl im Süden und, etwas weiter entfernt, vom Untersbergmassiv im Osten (beide Teil der Berchtesgadener Alpen), dazu im Norden und Nordwesten vom Hochstaufen mit dem Fuderheuberg und dem Zwiesel und im Südwesten von Gebersberg und Müllnerberg (Chiemgauer Alpen). Als Hausberge der Stadt gelten der Predigtstuhl und der Hochstaufen.
Der Gemeindeteil Marzoll liegt nordöstlich von Staufen und Fuderheuberg, dort wo sich das Tal weitet.
Der Bahnhof liegt auf 470 m ü. NHN, das am höchsten liegende Gebäude der Stadt ist das Reichenhaller Haus unterhalb des Gipfels des Hochstaufen auf 1750 m, der höchstgelegene Gemeindeteil der Stadt ist Auf dem Predigtstuhl mit über 1500 m, dieser besteht allerdings nur aus der Bergstation der Predigtstuhlbahn mit Restaurant und Hotel.

### Stadtgliederung

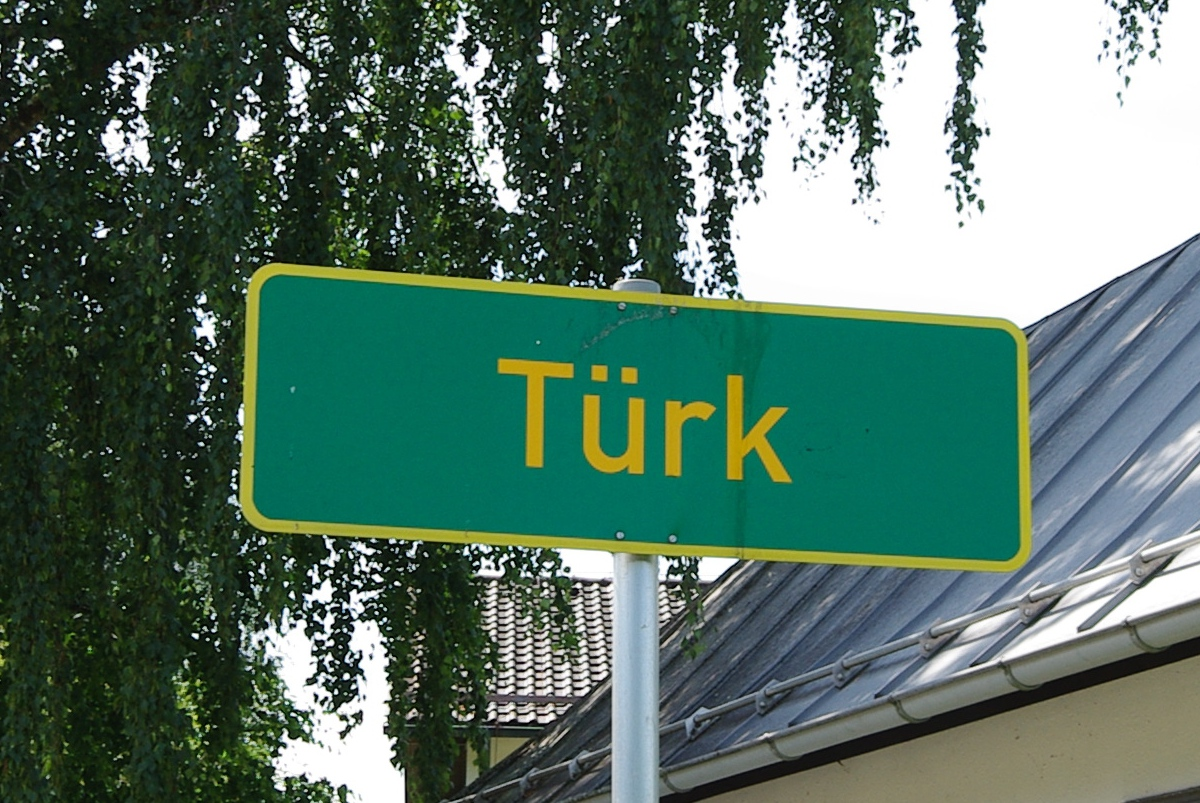
Ortsschild Türk in Marzoll

Bad Reichenhall hat elf Gemeindeteile auf fünf Gemarkungen.
Die gesamte Fläche des Stadtgebiets beträgt 42,04 km², davon sind 568 ha Siedlungs- und Verkehrsflächen, 2547 ha Waldflächen, 588 ha Landwirtschaftsflächen, 171 ha Wasserflächen und 35 ha Erholungsflächen. Die größte Ausdehnung ist von Nordwesten nach Südosten 8,18 km, von Nordosten nach Südwesten 13,08 km.
Das Dorf Froschham sowie die Weiler Vogelthenn und Traunfeld, die alle Teil der Gemeinde St. Zeno waren, sind heute noch in Straßennamen zu finden, zählen jedoch nicht mehr als Gemeindeteile.
| Gemarkungen                           | Fläche     | Gemeindeteile                         |
| ------------------------------------- | ---------- | ------------------------------------- |
| Bad Reichenhall                       | 518,52 ha  | Bad Reichenhall, Auf dem Predigtstuhl |
| St. Zeno                              | 290,10 ha  | St. Zeno                              |
| Karlstein                             | 2553,59 ha | Karlstein, Kirchberg, Nonn, Thumsee   |
| Marzoll                               | 581,56 ha  | Marzoll, Weißbach, Schwarzbach, Türk  |
| Gemarkungsteil 2 von Forst Sankt Zeno | 260,50 ha  | –                                     |
| Stadt Bad Reichenhall                 | 4204,27 ha | 11 Gemeindeteile                      |

#### Eingemeindungen
Bad Reichenhall konnte aufgrund der geographischen Lage nicht unbegrenzt wachsen und war gegen Ende des 19. Jahrhunderts im Vergleich mit anderen Kurorten wie dem böhmischen Karlsbad eher klein. Deshalb beschäftigte man sich zu dieser Zeit mit der Idee, die Stadt durch Eingemeindungen wachsen zu lassen. Naheliegend war zu diesem Zeitpunkt, Kirchberg mit dem dortigen Bad- und Kurbetrieb einzugemeinden, um wirtschaftliche und infrastrukturelle Gemeinsamkeiten noch besser nutzen zu können. Der Antrag der Stadt im Jahre 1890 scheiterte jedoch an den Haus- und Villenbesitzern Kirchbergs, die eine höhere Steuerlast fürchteten.
Die erste Eingemeindung erfolgte am 1. Dezember 1905. Der Bahnhof Bad Reichenhall befand sich in der damals noch eigenständigen Gemeinde St. Zeno und der Kurort Bad Reichenhall war in seiner Blütezeit um die Jahrhundertwende bis in das Gebiet der Nachbargemeinde gewachsen. Insbesondere um Verluste durch entgangene Steuereinnahmen zu verhindern, wurde die Eingemeindung seitens der Stadt vorangetrieben. Ein Großteil des Leopoldstals, damals noch Ortsteil von St. Zeno, gehört heute zu Bayerisch Gmain, am 1. Januar 1981 wurde ein Teil des gemeindefreien Gebiets Kirchholz dem Ortsteil St. Zeno zugeschlagen.
Im Zuge der Gebietsreform wurden 1978 Karlstein sowie Marzoll eingemeindet. Zu Karlstein zählt seitdem auch ein Teil des bis dahin gemeindefreien Gebiets Karlsteiner Forst.
Am 1. Januar 2011 wurde die Gemarkung Forst Sankt Zeno zur Stadt hinzugefügt, Teile davon waren bis dahin gemeindefreies Gebiet.

### Nachbargemeinden
| Inzell        | Piding                                      | Wals-Siezenheim (Österreich) |
|               | Kompassrose, die auf Nachbargemeinden zeigt | Großgmain (Österreich)       |
| Schneizlreuth |                                             | Bayerisch Gmain              |

### Geologie
Im Bereich des Hochstaufens ereignen sich immer wieder sogenannte Schwarmbeben. Diese sind meist zu schwach, um bewusst wahrgenommen zu werden, erreichen aber manchmal Stärken von bis zu 3,5 auf der Richterskala. Nach der Stadt ist die Reichenhall-Formation benannt, eine lithostratigraphische Formation der unteren und mittleren Trias der Nördlichen Kalkalpen.

### Klima
Bedingt durch die geschützte Lage im Flusstal der Saalach verfügt Bad Reichenhall trotz seiner alpinen Lage über ein Schonklima. Wegen der Lage und des Klimas wird Bad Reichenhall mitunter als Meran des Nordens beworben.
|                        | Jan  | Feb  | Mär  | Apr  | Mai  | Jun  | Jul  | Aug  | Sep  | Okt  | Nov | Dez  |   |      |
| Mittl. Temperatur (°C) | −1,4 | 0,2  | 4,5  | 8,7  | 13,3 | 16,5 | 18,2 | 17,7 | 14,2 | 9,1  | 3,7 | −0,2 | ⌀ | 8,7  |
| Mittl. Tagesmax. (°C)  | 2,6  | 4,8  | 9,9  | 14,4 | 19,3 | 22,4 | 24,3 | 23,6 | 20   | 14,3 | 7,4 | 3,3  | ⌀ | 13,9 |
| Mittl. Tagesmin. (°C)  | −5,3 | −4,4 | −0,8 | 3    | 7,4  | 10,6 | 12,2 | 11,9 | 8,5  | 4    | 0   | −3,6 | ⌀ | 3,7  |
|                        |      |      |      |      |      |      |      |      |      |      |     |      |   |      |
| Niederschlag (mm)      | 62   | 59   | 70   | 84   | 113  | 153  | 152  | 140  | 93   | 75   | 79  | 72   | Σ | 1152 |
|                        |      |      |      |      |      |      |      |      |      |      |     |      |   |      |
| Regentage (d)          | 10   | 9    | 11   | 10   | 14   | 15   | 15   | 13   | 11   | 11   | 10  | 11   | Σ | 140  |

| −5,3 |

| −4,4 |

| −0,8 |

| 3 |

| 7,4 |

| 10,6 |

| 12,2 |

| 11,9 |

| 8,5 |

| 4 |

| 0 |

| −3,6 |

| −5,3 |

| −4,4 |

| −0,8 |

| 3 |

| 7,4 |

| 10,6 |

| 12,2 |

| 11,9 |

| 8,5 |

| 4 |

| 0 |

| −3,6 |

### Gewässer

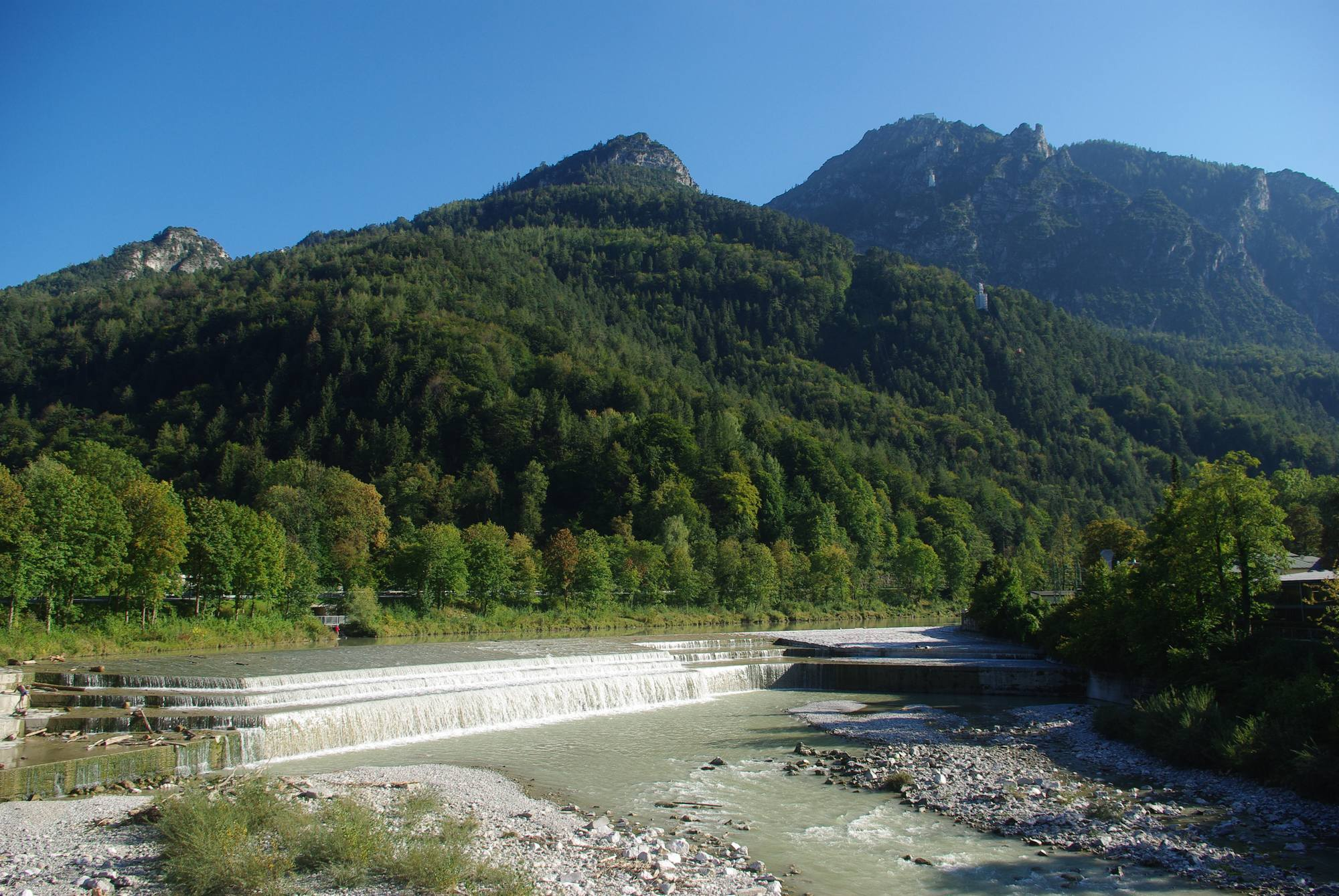
Wehr der Triftanlagen in der Saalach

Die Saalach, die früher in mehreren Armen durch das heutige bewohnte Stadtgebiet floss und dieses in eine weitverzweigte Auenlandschaft verwandelte, durchfließt das Bad Reichenhaller Gebiet auf einer Länge von knapp 9 km, knapp 4 km davon ist sie Grenzfluss zur benachbarten Gemeinde Piding. Bereits zur Zeit der Römer begannen erste Bemühungen, die Stadt und die Solequellen vor dem Wasser der Saalach und vor allem vor Überschwemmungen nach Unwettern oder der Schneeschmelze zu schützen. Deshalb fließt der Fluss heute im Bereich der Luitpoldbrücke in einem Bogen am historischen Stadtkern vorbei. Die Saalach speiste auch mehrere Mühl- und Stadtbäche, für die nach dem Bau des Saalachkraftwerkes und der Staumauer in Kibling jedoch das Wasser fehlte und die in der Folge dann verfüllt wurden. Der Kirchberger Mühlbach, der am Salzburger Wehr abzweigte, versorgte neben mehreren Mühlen in Kirchberg auch die Elektricitäts-Werke Reichenhall mit Wasserkraft. Die Elektricitäts-Werke waren das erste öffentliche Wechselstromkraftwerk Deutschlands und das erste E-Werk in Bayern und lieferten ab dem 15. Mai 1890 Strom für 2000 Glühlampen nach Karlstein und Bad Reichenhall. Das Wasser der Saalach wurde auch genutzt, um dringend benötigtes Brenn- und Bauholz für die Saline nach Reichenhall zu schaffen, von den ehemaligen Triftanlagen sind heute noch viele Mauerreste, Schleusen sowie das Triftwehr an der Luitpoldbrücke erhalten. Zuflüsse der Saalach innerhalb des Stadtgebietes sind die Hosewasch, der Grabenbach sowie der Wasserbach.
Der Grabenbach wurde ab 1520 künstlich angelegt, um Süßwasser, das die Solequellen in der Saline verwässert hätte, sowie Aufschlagwasser von Wasserrädern aus dem Quellenbau abzuleiten. Der Grabenbach trat bis in die 1960er Jahre im Bereich der heutigen Münchner Allee auf Höhe des heutigen Klingerwegs an die Oberfläche, beim Bau der Münchner Allee wurde der Kanal bis zum Verkehrsverteiler Nord verlängert.
Der Thumsee ist der größte See im Stadtgebiet, liegt in einem Landschaftsschutzgebiet im Gemeindeteil Karlstein und ist zwischen Mai und September ein beliebter Badesee. Der See wird überwiegend durch unterirdische Quellen gespeist. Der Ablauf erfolgt über den (auch das) Seemösl, ein kleiner Sumpfweiher mit Seerosenfarm, in der früher bis zu einem Dutzend verschiedener Seerosen gezüchtet wurden, und den Seebach der sich am Schönauer Weg mit dem Hammerbach zur Hosewasch vereinigt.
Der Listsee liegt im Nonner Oberland und wird ausschließlich unterirdisch gespeist. Der Ablauf erfolgt über den Hammerbach.
Weitere Bäche im Stadtgebiet sind der Kesselbach im Lattengebirge; Amerangbachl, Gfällgraben und Kirchbergquelle am Müllnerberg, der Wappach aus Bayerisch Gmain sowie Weißbach, Kohlerbach, Sandbach und Schwarzbach in Marzoll. Die Kirchbergquelle ist eine Heilquelle, die Grundlage für den Kurbetrieb in Kirchberg war. Die Quelle, die zur damals eigenständigen Gemeinde Karlstein gehörte, ist ab 1713 – mehr als 100 Jahre, bevor das damals noch benachbarte Reichenhall langsam zu einem Kurort wurde – historisch als Heilquelle belegt.

### Landschaftsschutzgebiete
Das Landratsamt Berchtesgadener Land weist für Bad Reichenhall fünf Landschaftsschutzgebiete aus, die sich ganz oder teilweise auf dem Gebiet der Stadt befinden.

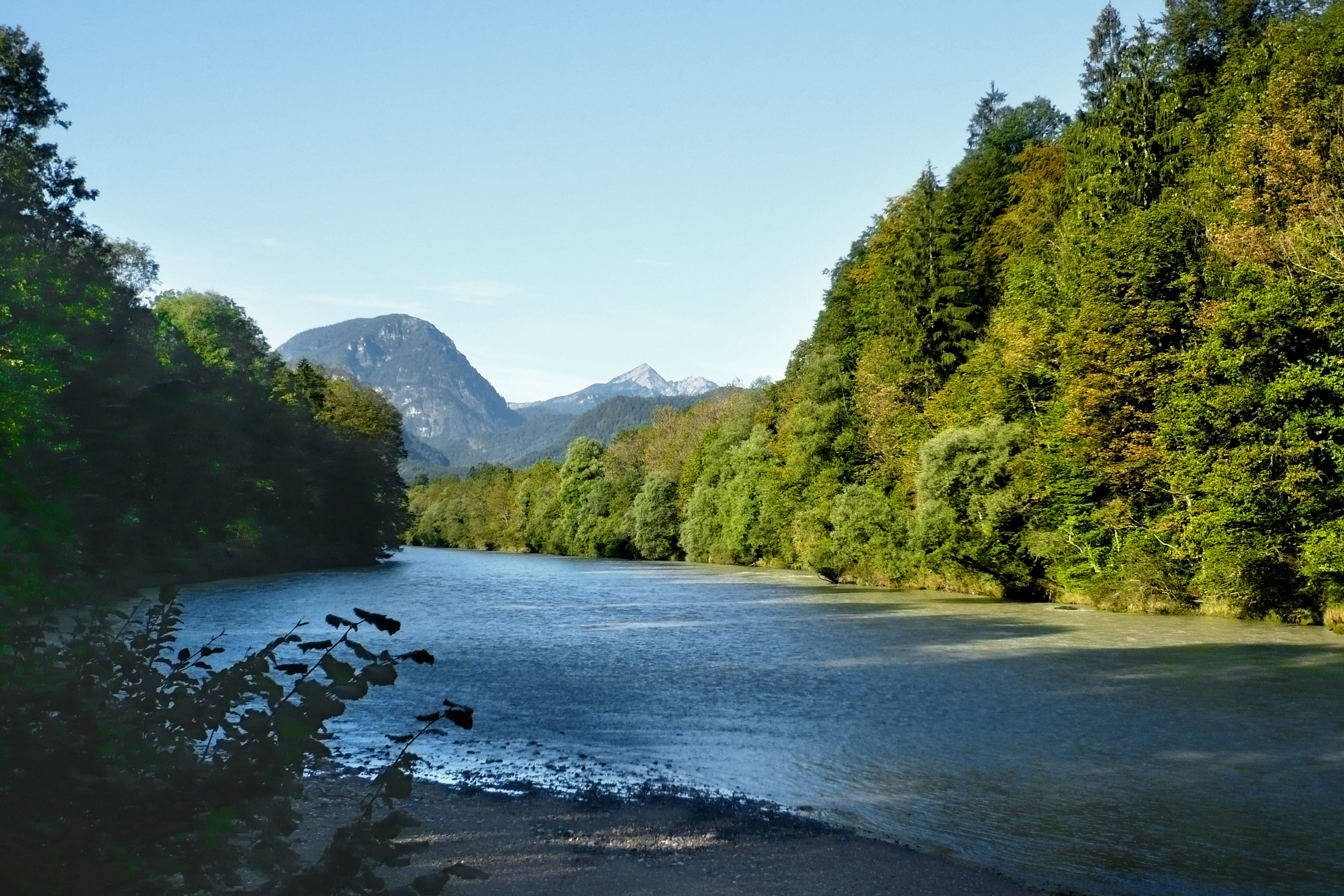
Landschaftsschutzgebiet Saalachauen, im Hintergrund Ristfeuchthorn und Sonntagshorn

- Das Landschaftsschutzgebiet Kirchholz umfasst das gesamte Kirchholz, das zum Teil auf dem Gebiet der Gemeinde Bayerisch Gmain liegt.
- Ein Teil des Landschaftsschutzgebietes Lattengebirge gehört zu Bad Reichenhall, eingeschlossen sind die Hochlagen des Lattengebirges zwischen Bad Reichenhall, Bayerisch Gmain, Bischofswiesen, Ramsau und Schneizlreuth.
- Das Schutzgebiet Saalachauen verläuft entlang der Saalach zwischen der Kretabrücke in Bad Reichenhall und der Landesgrenze in der Nähe des Buchenhofs. Neben den Auen direkt an der Saalach in Bad Reichenhall, Nonn, Marzoll und Piding zählt auch der östliche Teil des Fuderheubergs, insbesondere der Strailach, zum Schutzgebiet.
- Das Landschaftsschutzgebiet Thumsee erstreckt sich von der Thumseestraße in der Nähe des Gasthof Kaitl im Osten über weite Teile des Müllnerbergs im Süden, Schneizlreuth über Weißbachschlucht bis zum Mauthäusl im Westen und von dort über den Höllenbach, den Siebenpalfen, den Listsee im Norden bis ins Nonner Oberland und von dort über das Langackertal bis nach Karlstein. Herzstück ist der Thumsee, ein Naherholungsgebiet und beliebter Badesee.
- Das Landschaftsschutzgebiet Tumpen und Krumbichl schließt im Südwesten direkt an das Schutzgebiet Kirchholz an, verläuft entlang der Landesgrenze zu Österreich bis Marzoll, von dort folgt es einem Teil der Römerstraße und schließt den unbebauten Bereich südlich des Olympiarings sowie um die Obermühle mit ein.

## Geschichte

### Frühgeschichte, römische Kaiserzeit und erste Salzverarbeitung

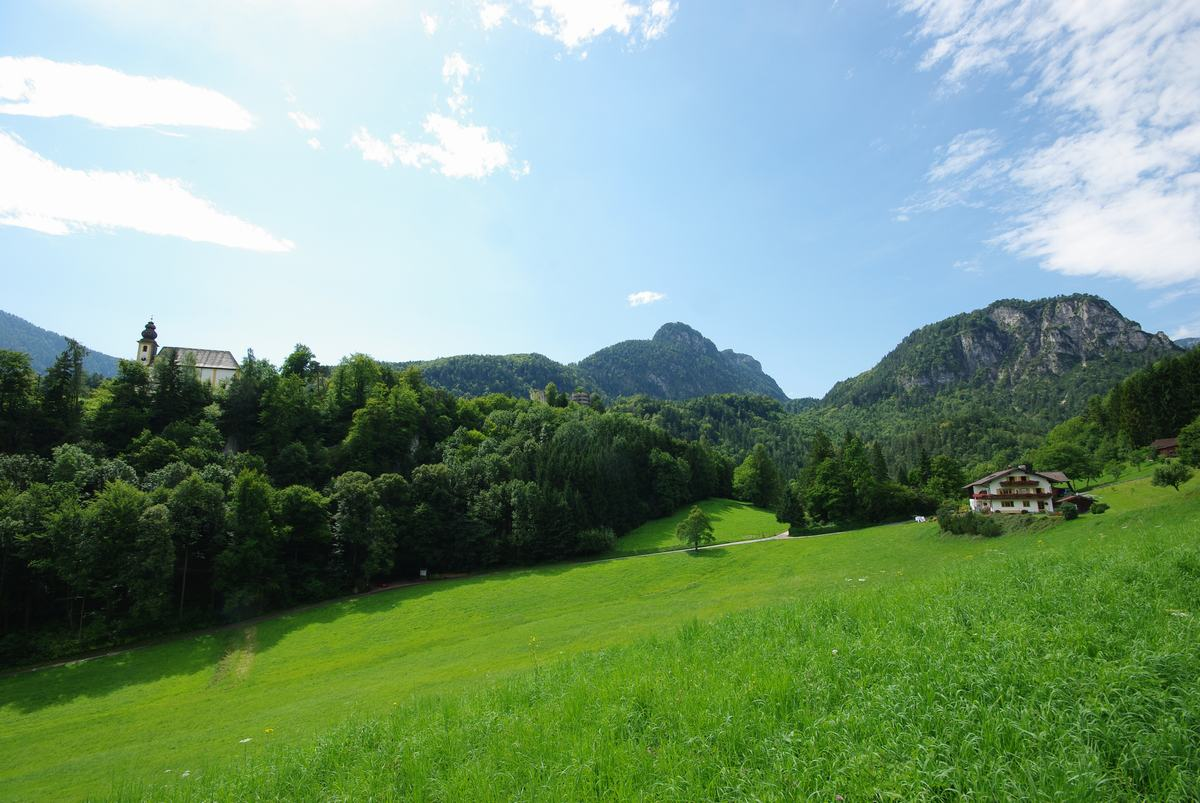
Frühzeitliches Siedlungsgebiet im Bereich der Schmalschlägerstraße

Funde im Reichenhaller Raum deuten darauf hin, dass bereits während der Glockenbecherkultur (2600 bis 2300 v. Chr.) eine feste Siedlung und weitverzweigte Handelswege vorhanden waren. Richtig belegt wurde dies jedoch erst durch Funde zahlreicher Grabstätten aus der Urnenfelderzeit (1600–750 v. Chr.) im Bereich des heutigen Ortsteils Karlstein. Dort war in der La-Tène-Zeit (450–15 v. Chr.) auch ein keltisches Kultzentrum am Langackertal und eine Münzprägestätte am „Haiderburgstein“.
Inwieweit die Salzproduktion in vorrömische Zeit reicht, ist bisher unklar. Bis zum Erscheinen der Römer 15 v. Chr. wird es sich vermutlich um eine Salzproduktion mit lokaler Bedeutung gehandelt haben.
Aus der römischen Kaiserzeit (15 v. Chr. – 480 n. Chr.) stammen Funde einer anspruchsvollen Villenkultur in Marzoll und Fager (Ortsteil Karlstein), die Siedlung gehörte zur römischen Provinz Noricum. Die Römer forcierten die Salzproduktion und machten ad salinas zur leistungsfähigsten Saline im gesamten Alpenraum. Die hier auf natürliche Weise dem Erdboden entspringenden Solequellen wurden gefasst und die Sole in tönernen Öfen versotten.
Eine bajuwarische Besiedelung der Merowingerzeit (480 bis 700) ist durch zahlreiche Grabstätten im Ortsteil Kirchberg belegt. Spuren einer zugehörigen Siedlung aus dieser Zeit wurden bisher nicht gefunden, in Frage kommen der Altstadtbereich oder der Kirchberg, aber auch andere Bereiche in der Umgebung.

### Hallgrafschaft
Ab etwa 700 beginnt eine auf Quellen beruhende Geschichtsschreibung des Gebietes von Bad Reichenhall, dessen Ortsname erst nur als Hal angegeben war, abgeleitet vermutlich vom althochdeutschen Wort hal, halla in der Bedeutung Salzbergwerk oder/und Saline. (Zur strittigen Etymologie von Hal siehe auch Hall (Ortsname))
Auf Grund einer Schenkung des Bayernherzogs Theodo II. an den ersten Bischof von Salzburg und später heiliggesprochenen Rupert besaß das Bistum Salzburg ein Drittel der Saline. Damit war Reichenhall für etwa 500 Jahre der wichtigste Wirtschaftsstandort für die Salzburger Kirche. (Der Legende nach hätte der Heilige Rupert im Jahre 696 die während der Völkerwanderungszeit vergessenen Solequellen wiederentdeckt und damit die Saline zu einer neuerlichen wirtschaftlichen Blüte gebracht.)
Durch den Handel mit Salz aus Reichenhall entstand noch vor der ersten Jahrtausendwende der Handelsweg Goldener Steig, der sich zum bedeutendsten in Süddeutschland und Böhmen entwickelte.
Um 1070 bildete sich unter dem Grafen Arnold von Dießen eine eigene Hallgrafschaft heraus, die den Salzhandel organisierte und überwachte. Sie blieb in der Familie, bis der Hallgraf Engelbert von Attel und Reichenhall 1161 starb und dessen Sohn Gebhard II. 1169 in das Kloster Reichersberg eintrat. Daraufhin übernahm Herzog Heinrich der Löwe selbst die Hallgrafschaft und damit die Kontrolle über einen Großteil der süddeutschen Salzgewinnung.
1144 ist in einer Urkunde von St. Zeno erstmals ein „castrum Halla“ belegbar, 1159 die Bezeichnung als civitas, ab 1285 als stat. Die Bezeichnung als civitas nahm die Stadt Bad Reichenhall 2009 zum Anlass, das 850-jährige Stadtjubiläum zu feiern.

### Entwicklung von Territorialstaaten und Salinenkonkurrenz

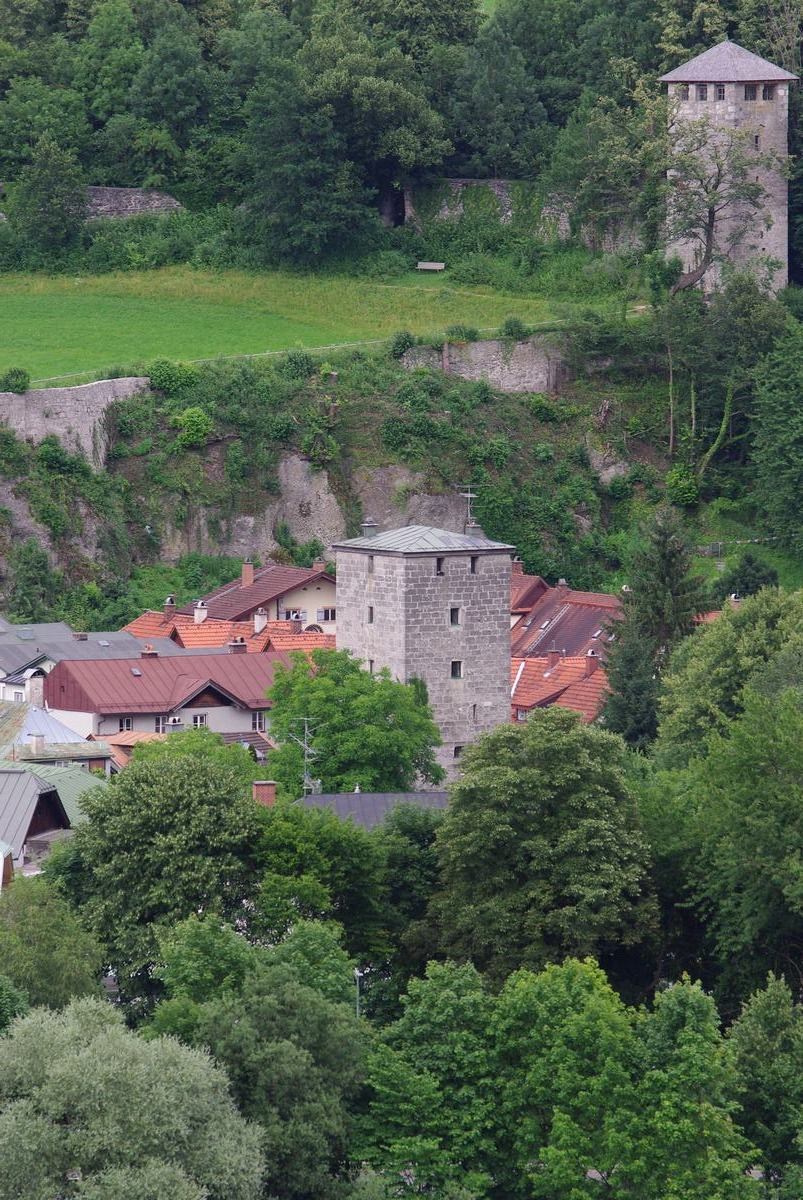
Erhaltener Teil der Stadtbefestigung mit Pulverturm und Peter-und-Paul-Turm

Die Epoche war geprägt von der Entwicklung von Territorialstaaten und von Konkurrenz für die Reichenhaller Saline. Auf der einen Seite betrieb Salzburg die Verselbständigung vom Herzogtum Baiern, auf der anderen Seite entwickelte sich auch das Herzogtum zu einem Territorialstaat. Der Herzog übernahm zahlreiche der durch aussterbende Geschlechter frei gewordenen Grafschaften unmittelbar. In diesem Spannungsfeld begann sich zudem südlich von Reichenhall mit der späteren Fürstpropstei Berchtesgaden ein weiteres eigenständiges geistliches Fürstentum zu etablieren.
Im Mittelalter waren neben dem Erzbischof von Salzburg Bürger aus Reichenhall sowie das Kloster Sankt Zeno in Besitz der Solequellen und der ehernen Sudpfannen, die die alten Tonöfen abgelöst hatten.
1156 bestätigte Kaiser Friedrich Barbarossa in der Goldenen Bulle dem Klosterstift Berchtesgaden verschiedene Rechte, insbesondere die Forsthoheit. Das Stift betrieb auch eine zunehmende Salzproduktion und stieg in den Vertrieb seines Salzes über das eigene Gebiet hinaus ein.
1185 kaufte der Salzburger Erzbischof Adalbert III. von Böhmen die Salzlagerstätten am Dürrnberg und nahm dort die Salzproduktion wieder auf. Die Monopolstellung der Reichenhaller Saline war damit gebrochen.
1193 drangen über den Pass Hallthurm Bewaffnete aus Reichenhall (das heutige Bad Reichenhall) ins Gebiet des Berchtesgadener Klosterstifts ein, vermauerten die Bergstollen am Gollenbach und zerstörten die Salzpfannen. Darüber hinaus verweigerte Reichenhall dem Stift den Zins für seine Brunnenanteile an den Reichenhaller Salzquellen. Parallel dazu gab es auch Auseinandersetzungen zwischen dem Salzburger Erzbischof und dem Berchtesgadener Stift.
Drei Jahre später führte 1196 eine Strafexpedition des Salzburger Erzbischofs Adalbert gegen Reichenhall wegen nicht entrichteter Zehenten zur nahezu völligen Vernichtung, von der lediglich das Kloster St. Zeno verschont blieb. Die Stadt wurde später auf kleinerer Fläche neu errichtet und erhielt als Schutz ihre (heute noch teilweise erhaltene) Stadtmauer sowie zur Überwachung der Stadt durch Salzburg die heute nicht mehr vorhandene Hallburg am Streitbichl. Da die Saline in Reichenhall nun völlig zerstört war, hatte die Salzburger Saline in Hallein, die das Dürrnberger Salz verarbeitete, nun die besten Voraussetzungen, die Marktführerschaft im Salzhandel zu übernehmen. Dies stärkte die Reichenhaller allerdings in ihrem Bestreben nach Unabhängigkeit von der Salzburger Hoheit.
Nachdem die Linie der Grafen von Peilstein mit Friedrich VI. (IX.) 1218 erloschen war, geriet das Herzogtum Bayern (vermutlich unter Ludwig I.), das seine Herrschaft über Reichenhall mehr und mehr zu festigen suchte, mit Salzburg über die zurückgefallenen Güter in Streit. Nach Vermittlung des Regensburger Bischofs Konrad IV. und des Pfalzgrafen Rapoto II. von Ortenburg wurden die Rechte in und um Reichenhall geteilt, wobei dem Herzog im Anschluss das Landgericht bis an den „Steinbach hinter Melleck“ zugesprochen wurde. Durch eine spätere Übereinkunft (11. Juli 1228) ging jedoch auch noch die plainische Grafschaft Mittersill (Oberpinzgau) nebst Unterpinzgau an Salzburg über.

### Namensgebung und herzoglich bayerische Investitionen

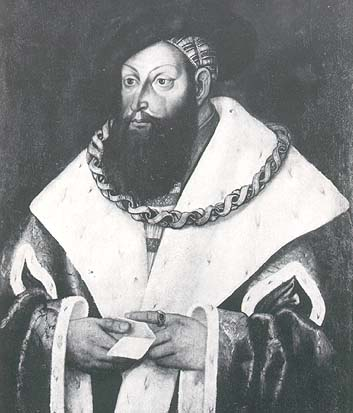
Herzog Georg der Reiche kaufte um 1500 die meisten Reichenhaller Siedebetriebe

1323 wurde die Stadt erstmals unter dem Namen Reichenhalle erwähnt.
Ab 1493 begann Herzog Georg der Reiche, die meisten Reichenhaller Sudhäuser aufzukaufen. Nach seinem Tod führte sein Nachfolger Albrecht IV. die Verstaatlichung und damit die Monopolisierung der Salzerzeugung in Reichenhall fort. Er beauftragte auch Erasmus Grasser, einen neuen Salzbrunnen anzulegen sowie ein neues Brunnhaus aus Stein samt Kapelle zu erbauen. Die Arbeiten waren 1512 abgeschlossen.
Nachdem 1515 die Bademagd Christine die Wohnung ihrer Nachbarin aus Rache angezündet hatte, starben bei dem daraus folgenden Stadtbrand etwa 200 Menschen.
Das unerwünschte Süßwasser im Solebrunnen unter der Saline wurde durch den ab 1520 künstlich angelegten Grabenbach abgeleitet. Über vier Kilometer lang fließt noch heute das Wasser teils unter- und teils oberirdisch bis zum Ortsteil Marzoll, wo der Grabenbach in die Saalach mündet.
Nach einer umfangreichen Waldbeschau und langwierigen Verhandlungen wurde 1529 der Mühldorfer Vertrag geschlossen. Wesentlicher Bestandteil des Vertrages war das Waldbuch, in dem die Grenzen der Salinenwälder festgelegt wurden und das alle Bestimmungen und Richtlinien enthielt, um ein geregeltes und nachhaltiges Schlagen von Holz und damit die Versorgung der Saline mit Brennholz zu sichern.

### Herzoglich bayerisches Staatsmonopol
1619 hatte lediglich noch das Kloster St. Zeno einen eigenen Salinenbetrieb. Das Salzwesen war weitgehend zu einem herzoglich bayerischen Staatsmonopol und damit erneut Bayerns wichtigster Wirtschaftszweig geworden, der dem Herzogtum enorme Steuereinnahmen sicherte.

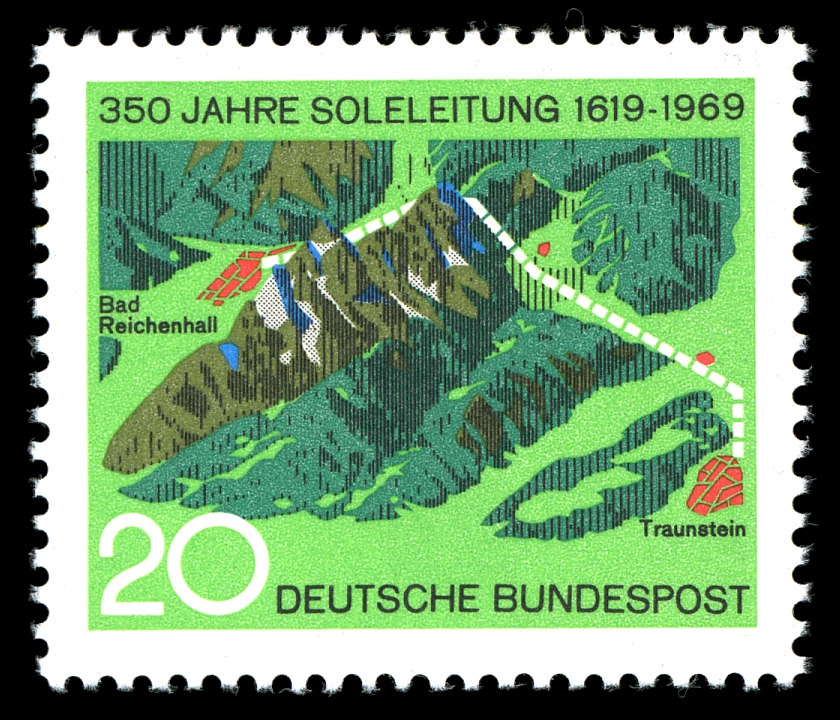
350 Jahre Soleleitung, Briefmarke der Deutschen Bundespost von 1969

1613 wurde bei Ausbesserungen am Brunnenschacht in der Saline eine weitere ergiebige Solequelle entdeckt. Da die Saline – insbesondere wegen der Versorgung mit Brennholz – bereits an ihrer Kapazitätsgrenze arbeitete, beschloss man die überschüssige Sole über ein Rohrleitungssystem zu einer Filialsaline zu leiten. Die Wahl fiel auf Traunstein, da die Wälder am Oberlauf der Traun holzreich und im Besitz Bayerns waren. Die Soleleitung wurde zwischen 1617 und 1619 errichtet.
Als Maßnahme zur Einsparung von Energie wurden ab 1745 Gradierwerke errichtet, die schließlich eine Länge von 720 Metern erreichten und damit landschaftsprägend für das Reichenhaller Tal waren.
Wegen zunehmender Beschwerden über schwere Qualitätsmängel des Salzes entschied man sich für umfassende Modernisierungsmaßnahmen der Reichenhaller Saline unter der Leitung von Johann Sebastian von Clais. Zwischen 1782 und 1784 ließ er u. a. ein neues Sudhaus mit neuen Sudpfannen einrichten, welche die Abwärme besser nutzten. Dank der daraus resultierenden Produktivitätssteigerung inkl. der erheblichen Einsparung von Brennholz amortisierten sich die immensen Baukosten von 100.000 Gulden schon nach kurzer Zeit.
1801 wurde die erste Apotheke in Reichenhall eröffnet. Diese existiert bis heute und trägt seit dem späten 19. Jahrhundert den Namen Kur-Apotheke.
Von 1808 bis 1810 wurde die Soleleitung nach Traunstein von Georg von Reichenbach bis nach Rosenheim verlängert. Dort konnte man auf die Wälder des 1803 säkularisierten Klosters Tegernsee zurückgreifen. Die Salzproduktion sollte damit auf mehrere Standorte verteilt und um 75 % erhöht werden.
Während des Tiroler Volksaufstandes wurde die Stadt, in der Bevölkerung, Vieh und Nahrung aus den umliegenden Dörfern und Einödhöfen in Sicherheit gebracht wurden, im September und Oktober 1809 von den Tirolern unter Josef Speckbacher belagert. Die Stadtmauer bewies ein letztes Mal ihren militärischen Wert und bewahrte die Stadt vor Eroberung und Plünderung. Am 17. Oktober 1809 gingen die Verteidiger zum Gegenangriff über. Alle verfügbaren Förster, Jäger, Holzknechte und Gebirgsschützen unter dem Kommando des Revierförster Ferstl, dem Jaga-Steffi und dem Kugelbachbauern Paurögger umgingen die gegnerischen Stellungen und griffen diese, unterstützt durch die Truppen der Stadt an. Die Tiroler wurden an diesem Tag vernichtend geschlagen.
Nachdem Berchtesgaden 1810 dem Königreich Bayern angegliedert wurde, beauftragte man Georg von Reichenbach 1817, eine 29 km lange Soleleitung vom Salzbergwerk Berchtesgaden nach Reichenhall zu bauen. Noch heute kommt ein Teil des in Bad Reichenhall erzeugten Salzes von dort.

### Großer Stadtbrand von 1834

Zeitgenössisches Gemälde des Stadtbrandes von 1834

Am 8. November 1834 gegen 22:30 Uhr brach ein Stadtbrand aus, als brennender Ruß, der aus dem Kamin des Karl-Theodor-Sudhauses entwichen war, das hölzerne Dach des Sudhauses in Brand steckte. Dieser breitete sich – begünstigt durch starken Wind aus Südwest – auf einen großen Teil der Stadt aus und ging als letzter großer Stadtbrand in die Geschichte ein. Erst im Laufe des folgenden Tages konnte das Feuer gelöscht werden.
278 der 302 Häuser der Stadt waren, ebenso wie die Anlagen der Saline einschließlich Brunnhaus, Brunnhauskapelle, Sudhäuser und der Salinenverwaltung, völlig zerstört. Auch Teile der mittelalterlichen Stadtbefestigung wurden in Mitleidenschaft gezogen, und das 800 Schritt von der Stadt entfernte Schloss Achselmannstein wurde ein Raub der Flammen. Die Gradierwerke, die sich außerhalb der Stadtmauern befanden, wurden von den Flammen verschont, ebenso die wichtigen Handwerksbetriebe der Saline wie die Kufersäge und die Hammerschmiede. Über die Zahl der Todesopfer gibt es unterschiedliche Quellen, in dieser Nacht fanden in der Stadt etwa ein Dutzend Menschen den Tod.

Alte Saline in Bad Reichenhall

Nach dem Willen König Ludwig I. sollte der Neubau der Saline nicht nur ein funktionaler, sondern auch ein repräsentativer Bau sein. In seiner Gunst standen die Architekten Friedrich von Gärtner und Joseph Daniel Ohlmüller, die maßgeblich am Wiederaufbau der Salinengebäude beteiligt waren. König Ludwig I. stellte zudem 10.000 Gulden als zusätzliche Finanzhilfe zur Verfügung, um an die Saline angrenzende Bürgerhäuser zu erwerben. Einerseits sollten damit großzügige Freiflächen geschaffen werden, um das Übergreifen eines Feuers auf den Rest der Stadt zu verhindern oder wenigstens zu erschweren und andererseits auch die repräsentative Größe der Anlagen zu ermöglichen. Insgesamt wurden 51 Brandstätten erworben. Gärtner und Ohlmüller waren Friedrich von Schenk unterstellt, der zur damaligen Zeit Direktor der Salinenadministration war. Gärtner war alleine für Planung und Bau des Beamtenstocks zuständig, der Sitz der Salinenverwaltung wurde. Spatenstich war am 30. April 1836, das Gebäude war nach dreijähriger Bauzeit 1839 als erster Bau der neuen Anlage fertiggestellt.
Friedrich von Schenk und Daniel Ohlmüller planten den Neubau der Saline. Es ist nicht überliefert, wer für welchen Teil der Anlage zuständig war. Sichergestellt ist, dass von Schenk die technischen Anlagen im Hauptbrunnhaus – insbesondere die mächtigen oberschlächtigen Wasserräder und die Pumpen – konstruierte und Ohlmüller sich überwiegend für die Planung der neuen Brunnhauskapelle verantwortlich zeigte. 1838 erfolgte die Grundsteinlegung des Hauptbrunnhauses, ab 1840 waren die Pumpen in Betrieb. Das erste Sudhaus nahm 1844 den Betrieb auf, das letzte war 1851 fertiggestellt.
Die inzwischen Alte Saline genannte Saline war bis 1929 in Betrieb und ist heute noch als Industriedenkmal zu besichtigen. Auf dem Florianiplatz haben die Anwohner als Dank dafür, dass ihre Häuser erneut vom Feuer verschont wurden, 1885 den Florianibrunnen erbaut.

### Entwicklung zum Weltkurort

Elektricitäts-Werke Reichenhall um 1890

Im benachbarten Kirchberg, das inzwischen ein Teil von Bad Reichenhall ist, wurde die Kirchbergquelle 1713 als Heilquelle erstmals belegt. 1846 eröffnete Ernst Rinck mit der Sole- und Molkenkuranstalt Achselmannstein den ersten Kurbetrieb in Reichenhall. Zwei Jahre zuvor übernahm Mathias Mack die heutige Kur-Apotheke. Ebenfalls 1844 wurde Mack zum Bürgermeister gewählt. In seiner Eigenschaft als Apotheker, Bürgermeister und Geschäftsmann begründete Mack gemeinsam mit dem Hotelier Rinck den Kurbetrieb in Reichenhall. Es dürfte Macks Verdienst gewesen sein, dass König Maximilian II. im Sommer 1848 einen Kuraufenthalt in Reichenhall machte. Mack hatte den König Anfang des Jahres bei einem Besuch in die Stadt eingeladen. Dem König folgte bald der Adel Deutschlands, Österreich-Ungarns und vor allem Russlands. 1856 gelang Mack erstmals die Gewinnung von Latschenkiefernöl, das in der Folge ein wichtiges Kurmittel wurde. Bis zur Jahrhundertwende entstanden unzählige Villen, Hotels und Kurbetriebe, insbesondere im Kurviertel. 1854 wurde die erste Ausstellung des Heimatmuseums präsentiert, für die Mack seine Sammlung von Versteinerungen und Mineralien spendete. Ab 1868 wurde schrittweise der Kurgarten durch Carl von Effner gestaltet und das Kurorchester gegründet. 1866 wurde die Bahnstrecke Freilassing–Reichenhall eröffnet. Dies erleichterte die Anreise der Kurgäste und den Vertrieb des Reichenhaller Salzes. Zwischen 1878 und 1880 wurde in der Nähe der Triftanlagen ein modernes Krankenhaus errichtet. 1888 ging auch die Bahnstrecke Reichenhall–Berchtesgaden in Betrieb. Zwischen 1889 und 1890 wurde die Luitpoldbrücke über die Saalach errichtet, welche die ehemalige Lange Brücke ersetzte. Am 15. Mai 1890 nahmen die Elektricitäts-Werke Reichenhall den Betrieb auf. Am Kirchberger Mühlbach wurde mit Wasserkraft Strom für 2000 Glühlampen in Karlstein und Bad Reichenhall erzeugt. Es war das erste öffentliche Wechselstromkraftwerk Deutschlands und das erste öffentliche Elektrizitätswerk in Bayern.

Schaden an der Luitpoldbrücke nach dem Hochwasser 1899

Seit dem 7. Juni 1890 darf die Stadt auf Verfügung des bayerischen Prinzregenten den Zusatz Bad führen. Neun Jahre später wurde sie königlich bayerisches Staatsbad. 1892 wurde die Befeuerung der Sudpfannen der Alten Saline auf Steinkohle umgestellt. Ein Hochwasser beschädigte am 14. September 1899 die Triftanlagen der Stadt, ein Bogen der Luitpoldbrücke wurde durch das Hochwasser so schwer beschädigt, dass er einstürzte. 1900 wurde das Kurhaus errichtet, das direkt an den Kurgarten grenzt und bis heute als Altes Kurhaus existiert. Am 1. Dezember 1905 wurde der Hauptteil der aufgelösten Gemeinde St. Zeno der Stadt Bad Reichenhall und der andere Teil der Gemeinde Gmain angegliedert. 1911 wurde das erste Sanatorium in Bad Reichenhall eröffnet. Am 1. Januar 1914 nahm das Saalachkraftwerk den Dienst auf. Der dort erzeugte Strom wurde verwendet, um die Bahnstrecke von Freilassing nach Berchtesgaden zu elektrifizieren. Dort wird bis heute Strom erzeugt und damit ist das Saalachkraftwerk eines der ältesten Bahnkraftwerke Deutschlands, das sich noch in Betrieb befindet.
Während eines Kurkonzertes im Garten des Axelmannstein wurde die Telegrammnachricht von der Ermordung des österreichisch-ungarischen Thronfolgerehepaares in Sarajevo angeschlagen. An dem Tag war Erzherzog Ludwig Viktor, der jüngste Bruder Kaiser Franz Josephs, im Garten des Axelmannstein anwesend, der daraufhin die Stadt sofort in Richtung Salzburg verließ. Während des Ersten Weltkriegs gingen die Gästezahlen in der Stadt deutlich zurück, in vielen Kuranstalten und Hotels wurden Lazarette eingerichtet.

### Zeit der Weimarer Republik
In der frühen Zwischenkriegsära gab es eine intensive Bautätigkeit. Im industriellen Bereich wurde die heutige Neue Saline errichtet, im Kur- und Tourismussektor die Predigtstuhlbahn und das Kurmittelhaus, die Stadt investierte in das Städtische Krankenhaus. Dadurch kam es ab der Mitte der 1920er Jahre zu einem wirtschaftlichen Wiederaufschwung in Bad Reichenhall. Der eigene Flughafen „Mayerhof“ sorgte für die Anbindung an den aufkommenden Flugverkehr, der ab 1926 durch die Deutsche Lufthansa betrieben wurde.
Am 1. April 1929 wurde Bad Reichenhall zu einer kreisfreien Stadt und schied damit aus dem Bezirksamt aus.
Bei den Kommunalwahlen 1929 dominierte in Bad Reichenhall noch das „bürgerlich-deutschnationale Lager“ und von der NSDAP wurde kein Kandidat für den Stadtrat aufgestellt, auch weil erst nach der Wahl im gleichen Jahr ein Ortsverband durch einen Salineninspektor a. D. „wiederbegründet wurde“. Am 6. März 1931 kam es im Anschluss einer von rund 700 Personen, darunter etwa 200 uniformierte SA-Mitglieder, besuchten Parteiversammlung der NSDAP im damaligen Hotel Deutscher Kaiser zu „tumultartigen Ausschreitungen“ zwischen Nationalsozialisten sowie Reichsbanner-Leuten und Kommunisten. Trotz des für die NSDAP unrühmlichen Ausgangs dieser Versammlung, erlangte die Partei in Bad Reichenhall bald einen hohen Zulauf – so wurde 1932 in der Villa Luitpold ein „Erholungsheim der SA“ eingerichtet und 39 Frauen begründeten eine „NS-Frauenschaft“.
Bei den bayerischen Landtagswahlen von 1932 errang die NSDAP in Bad Reichenhall angesichts des „Höhepunkts der Massenarbeitslosigkeit“ einen Anteil von 30 Prozent, bei den Reichstagswahlen im Juli des gleichen Jahres sogar von 36 Prozent der Stimmen. Als sich die Wirtschaft dann stabilisierte, ging der Stimmenanteil der NSDAP in Bad Reichenhall wieder auf 30 Prozent zurück.

### Zeit des Nationalsozialismus
Kam es in Bad Reichenhall noch am Morgen des 31. Januars 1933, dem Tag nach der Ernennung von Adolf Hitler zum Reichskanzler, unter Einsatz u. a. von Schusswaffen, Gummiknüppeln und Messern zu schweren Zusammenstößen zwischen Mitgliedern der NSDAP und der KPD, wurde der Abend vor der Reichstagswahl zu einer „mit allen nur erdenklichen Mitteln inszenierte(n) Propagandakundgebung“, die mit einem von der Stadtkapelle angeführten Fackelzug durch die Stadt bis zum Rathaus eröffnet wurde. Dort ergänzten die Fackelzugteilnehmer dann eine bereits versammelte Menschenmenge von rund 1000 Personen, um der Rundfunkübertragung einer Rede von Joseph Goebbels und anschließend einer von Adolf Hitler zu lauschen. Die Lautsprecher für die Übertragung waren am so genannten „Arnschinkhaus“ (heute: „Neues Rathaus“) angebracht, einige Reichenhaller hatten Hakenkreuzfahnen aus den Fenstern hängen und die Burg Gruttenstein war in „Bengalische Feuer getaucht“. Am Ende der Veranstaltung brachte der Ortsgruppenleiter Albert Richstein ein dreifaches Heil auf den Kanzler aus und ermahnte die Anwesenden am nächsten Tag, dem 5. März 1933, die „richtige“ Partei zu wählen. Bei einer Wahlbeteiligung von 87 Prozent – trotz schönen Wetters so hoch wie nie zuvor – lagen die Stimmergebnisse für die NSDAP im Reichenhaller Tal über dem oberbayerischen Durchschnitt von 38,8 Prozent: In der Stadt entfielen auf die Partei knapp 45 Prozent der abgegebenen Stimmen, in der vormaligen Gemeinde Karlstein 50 Prozent und in Marzoll sogar gut 67 Prozent. Somit gelangen der NSDAP seit der Wahl von 1932 für die Stadt und Karlstein 80-prozentige Steigerungen und für Marzoll eine Erhöhung des Stimmenanteils um 153 Prozent. Erklärt wird das u. a. mit einer hohen Wahlbeteiligung von im nahen Österreich lebenden „Auslandsdeutschen“ sowie früheren Nichtwählern, die „regelrecht zur Wahl gedrängt wurden“, und andererseits mit einer Einschüchterung und damit verbundenen Wahlbehinderung der Kommunisten, worauf die KPD außer in Bayerisch Gmain die meisten Stimmen verlor.
Am 10. März 1933 wurden von der Polizei 18 Kommunisten und Sozialdemokraten aus Bad Reichenhall gefangen genommen und von Bad Reichenhall erst nach Traunstein transportiert, um im Mai 1933 schließlich ins KZ Dachau deportiert zu werden – unter ihnen der SPD-Vorsitzende Stadtrat Hans Gugg, den man zwang, den Vorsitz aufzugeben und aus der SPD auszutreten. Andere Gefangene wurden von einem Münchner Sondergericht wegen Landfriedensbruch und Waffenmissbrauch zu teils mehrjährigen Zuchthausstrafen verurteilt. Etwa zur gleichen Zeit „jubelten zahlreiche Reichenhaller Adolf Hitler zu“, als er mit einem Auto auf der Durchreise nach Berchtesgaden war.
Der von Hitler für seinen zweiten Regierungssitz Obersalzberg bei Berchtesgaden in Auftrag gegebene Flughafen Reichenhall-Berchtesgaden sollte erst auf dem bestehenden Reichenhaller Flugplatz „Mayerhof“ eingerichtet werden, wurde dann jedoch am 21. Januar 1934 im benachbarten Ainring offiziell eingeweiht.

#### Militärische Aufrüstung
Im Rahmen der Aufrüstung der Wehrmacht wurde beschlossen, dass Bad Reichenhall Garnisonsstadt werden sollte. Bereits während der gerade erst begonnenen Baumaßnahmen im Herbst 1934 traf das III. Bataillon mit Gebirgsjägern des Infanterieregiments 19 unter seinem Kommandeur Oberstleutnant Rudolf Konrad ein und bezog vorerst noch ein provisorisches Barackenlager sowie Behelfsunterkünfte. Aus den Kadern dieser Einheit formierten sich 1935 die drei Gebirgsjägerkompanien des „Gebirgsjägerregiments 100“. Dieses Regiment bezog im Oktober 1935 die neue Jägerkaserne, damals unter der Bezeichnung „General-Ritter-von-Tutschek-Kaserne“ (heute: Hochstaufen-Kaserne), in der seinerzeit noch eigenständigen westlichen Nachbargemeinde Karlstein (seit 1978 Gemeindeteil von Bad Reichenhall). Im Januar darauf wurde in direkter Nachbarschaft die Mackensen-Kaserne für die Artilleriekompanien fertiggestellt. Die Gebirgsjäger, geschult für Kämpfe auf extremem Gelände, galten als Elitesoldaten; auf die Gestaltung ihrer Unterkunft wurde besonderer Wert gelegt. Zu den ersten Freiwilligen der Kaserne gehörten u. a. der gebürtige Reichenhaller Andreas Hinterstoißer und der Berchtesgadener Toni Kurz, die beide 1936 beim Versuch, erstmals die Eiger-Nordwand zu ersteigen, ums Leben kamen – das NS-Regime instrumentalisierte ihr tragisches Schicksal für seine Zwecke, wonach sie „für Deutschland in den Tod gegangen seien“. Bereits am 1. Juli 1937 wurde das Gelände des neu errichteten Kasernenkomplexes von der Gemeinde Karlstein losgelöst und in die Stadt Bad Reichenhall eingemeindet und die Stadt zu einem „vollständigen Truppenstandort“ inklusive Offizierskasino und mehreren Offiziers- und Unteroffiziershäuser ausgebaut. Als Teil der 5. Gebirgs-Division waren dann Einheiten des Gebirgsjägerregiments 100 während des Zweiten Weltkriegs am Lemberger Pogrom und unter anderem in Kreta, Kefalonia und kurz vor Kriegsende in Santhià und Grugliasco an Kriegsverbrechen beteiligt, die tausende Opfer unter Kriegsgefangenen, Partisanen und Zivilisten forderten.

#### Kurbetrieb im Krieg
Der Kurbetrieb kam 1944 in Bad Reichenhall zum Erliegen und der Ort wandelte sich immer mehr zu einem „riesigen Lazarett“. Als Ausweichskrankenhaus für die stark bombardierte Stadt München wurde das Grandhotel Axelmannstein umgerüstet, in dem u. a. mit Carl Muth (1867–1944) ein Unterstützer der Widerstandsgruppe Weiße Rose verstarb. Ende 1944 gab es in der Stadt und ihrer Umgebung 23 Lazarette, die u. a. in mit Badeeinrichtungen ausgestatteten Pensionen und Kuranstalten für Offiziere und in Schulen sowie in anderen öffentlichen Einrichtungen für die Mannschaften eingerichtet worden waren. So war der deutsche Schriftsteller Dieter Wellershoff (1925–2018) in der zum Lazarett umgebauten Knabenschule in der Heilingbrunnerstraße untergebracht und schilderte später seine Kriegserlebnisse vom letzten Kriegswinter 1944/45 in Bad Reichenhall in seinem autobiografischen Werk Der Ernstfall (1995).

#### Luftangriffe auf Bad Reichenhall

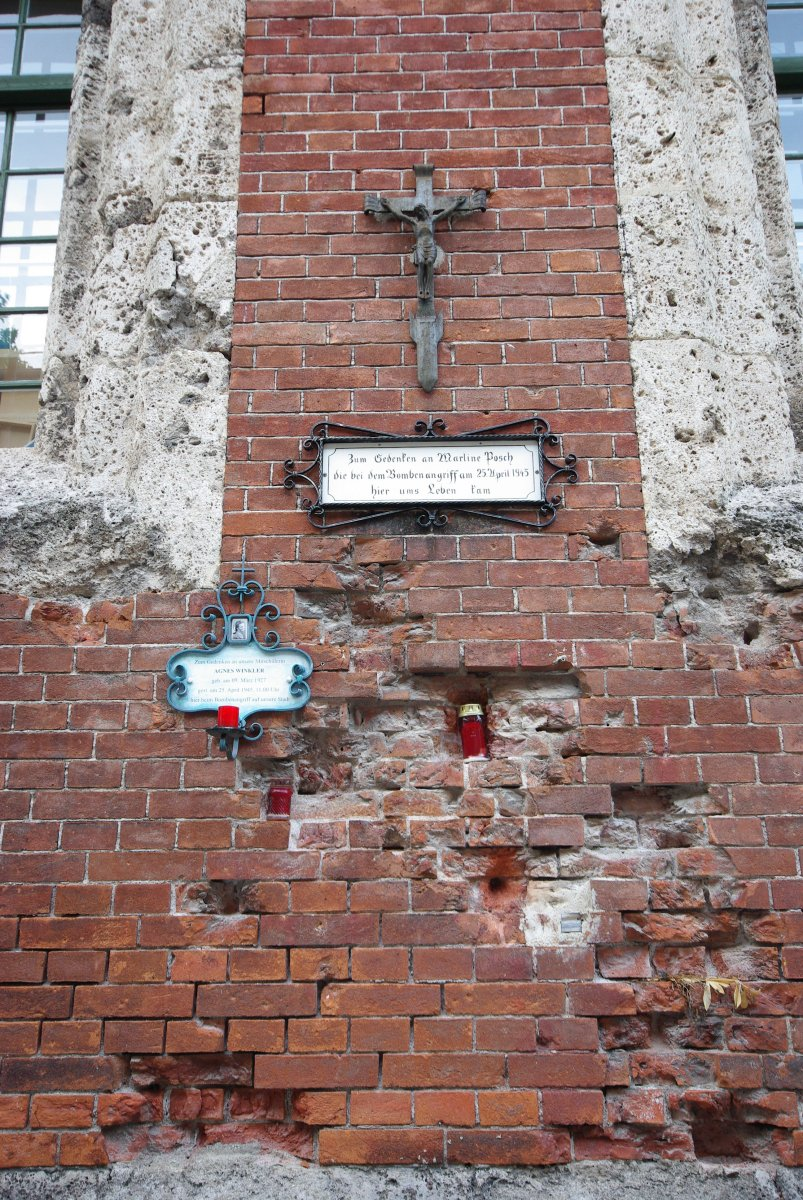
Gedenktafel für Opfer des Bombenangriffes an einem Gebäude der Alten Saline

Den ersten akuten Fliegeralarm erlebte Bad Reichenhall am 16. Oktober 1944 im Zuge eines Bombardements von Salzburg und einen weiteren am 22. November 1944, als ein riesiger Verband von über 500 Flugzeugen der United States Army Air Forces dabei war, München anzugreifen. Der alliierte Bombenangriff vom 25. April 1945 auf Bad Reichenhall hatte kurz vor Kriegsende mindestens 215 Todesopfer zur Folge, darunter Soldaten und Zivilisten, von denen wiederum überwiegend Frauen und viele Kinder. Da es sich hierbei jedoch um kein Flächenbombardement handelte, war es laut Stadtarchivar Johannes Lang trotz der hohen Opferzahl auch kein „Terrorangriff“, wie das seinerzeit im Gegensatz dazu die NS-Propaganda verlauten ließ. Denn Bad Reichenhall durfte im Sinne internationaler Kriegsbestimmungen offiziell nicht als „Lazarettstadt“ deklariert werden, da die Dächer der zahlreichen Lazarette nicht mit roten Kreuzen gekennzeichnet und in der Stadt der Führungsstab des OKH, mehrere militärische Kommandostellen und nicht zuletzt eben auch Soldaten untergebracht waren. Ihre Kasernen hatten allerdings keine Bombenschäden erlitten.

### Nachkriegszeit
Nach dem Ende des Zweiten Weltkriegs 1945 gehörte Bad Reichenhall zur Amerikanischen Besatzungszone. Die amerikanische Militärverwaltung richtete in der nicht mehr von Soldaten genutzten Kaserne ein DP-Lager zur Unterbringung sogenannter Displaced Persons ein.
Die 1933 verliehene Reichenhaller Ehrenbürgerwürde an Paul von Hindenburg sowie an die prominenten Vertreter des Nationalsozialismus Adolf Hitler, Franz Ritter von Epp, Ernst Röhm und Adolf Wagner wurde ihnen am 4. Januar 1946 wieder aberkannt.

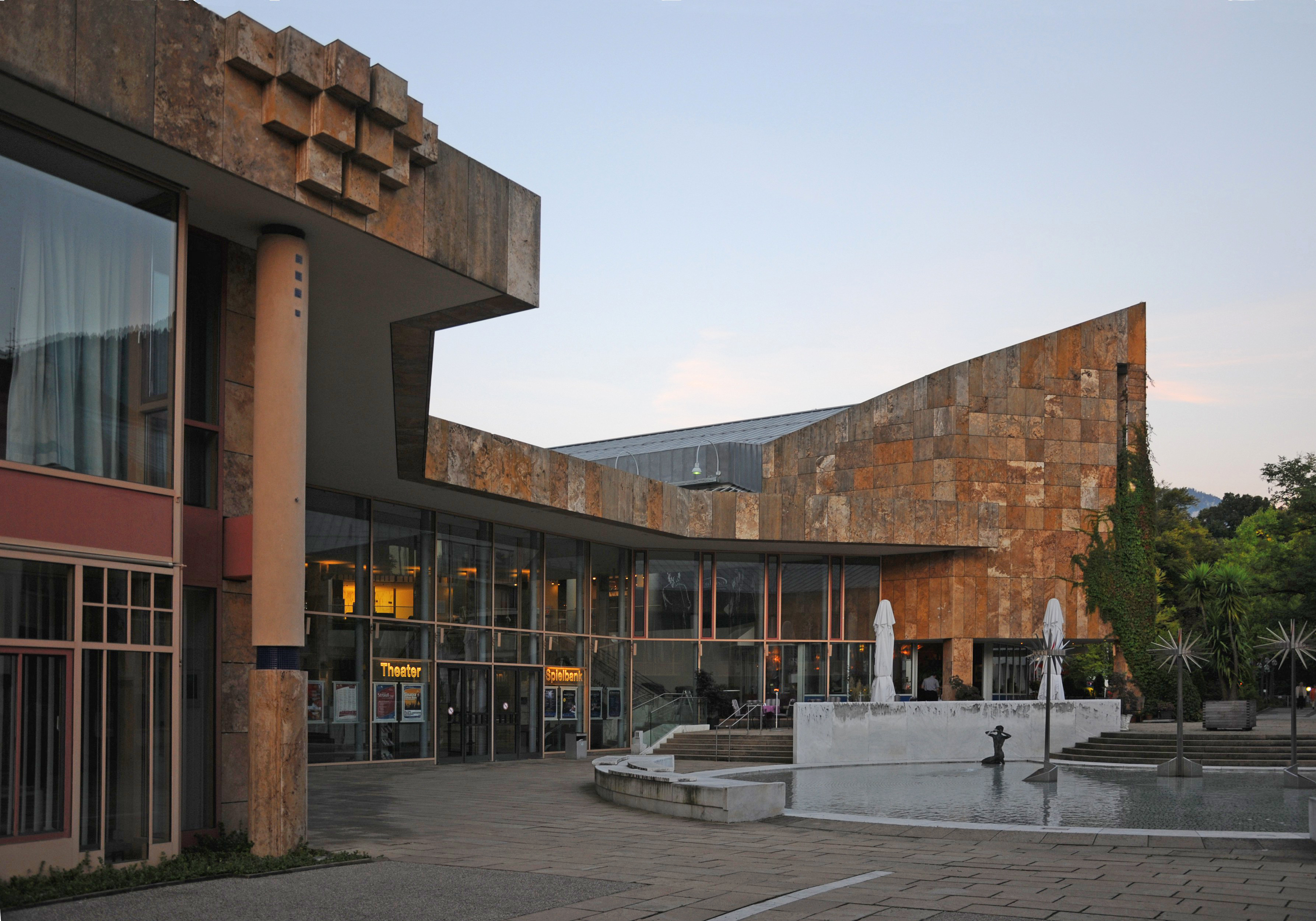
Heutiger Standort der Spielbank im Kurgastzentrum mit Theater (2012)

1955 wurde in Bad Reichenhall Bayerns erste Spielbank errichtet.
Drei Jahre nach Gründung der Bundeswehr zog 1958 wieder eine Gebirgsjägertruppe in die Bad Reichenhaller Kaserne ein. Ab dem 13. Juni 1966 nach dem Antisemiten und ehemaligen Wehrmachtsgeneral der Gebirgstruppe Rudolf Konrad in General-Konrad-Kaserne benannt, erhielt sie nach jahrzehntelangen Protesten am 1. August 2012 den Namen „Hochstaufen-Kaserne“.

### Ab der Gebietsreform
Im Zuge der Gebietsreform in Bayern verlor Bad Reichenhall am 1. Juli 1972 den Status als kreisfreie Stadt und wurde in den neu geschaffenen Landkreis Bad Reichenhall eingegliedert. Dieser umfasste neben der Stadt Bad Reichenhall den Landkreis Berchtesgaden und den südlichen Teil des Landkreises Laufen. Als ehemals kreisfreie Stadt wurde Bad Reichenhall zur Großen Kreisstadt erhoben. Ob Bad Reichenhall Kreisstadt des neuen Landkreises würde, war vorerst offen. Der neu zusammengetretene Kreistag sprach sich für Freilassing aus, auch Berchtesgaden war im Rennen. Die bayerische Staatsregierung entschied aber schließlich zugunsten von Bad Reichenhall. Dagegen musste die Kurstadt am 1. Mai 1973 hinnehmen, dass ihr Name nicht der Landkreisname blieb. Der Landkreis erhielt seinen heutigen Namen (Landkreis Berchtesgadener Land). Das Amtsgericht Bad Reichenhall wurde am 1. Juli 1973 aufgehoben und der bisherige Gerichtssprengel dem des Amtsgerichts Laufen zugeschlagen.
1974 wurde in Bad Reichenhall eine Studie vorgelegt, die Vorteile für eine größere kommunale Einheit im Reichenhaller Tal plädierte, wonach die Stadt gemeinsam mit den bereits zum Kurbezirk Bad Reichenhall gehörenden Gemeinden Bayerisch Gmain und Karlstein sowie mit Marzoll und Schneizlreuth eine Großgemeinde bilden sollten. Argumente dafür waren bis dahin undurchführbare Gemeindegrenzen überschreitende Projekte, wie etwa „einer einheitlichen Bauleitplanung sowie der Ver- und Entsorgung“. Der Vorschlag der Regierung von Oberbayern sah jedoch lediglich die von den Gemeinden Karlstein und Marzoll nicht gewollte Eingemeindung vor – die bis heute währende Eigenständigkeit von Bayerisch Gmain sorgte damals für Verwunderung und nicht wenige Spekulationen. Unter Beibehaltung des Bad Reichenhaller Stadtwappens wurden dann die zuvor selbständigen Gemeinden Karlstein und Marzoll am 1. Mai 1978 auf freiwilliger und damit finanzielle Verluste vermeidender Basis eingemeindet.
Einen Zuwachs an Attraktivität erlangte die Stadt, nachdem zwischen 1974 und 1976 die Ludwigstraße und ein Teil der Salzburger Straße trotz einiger Proteste von Gewerbetreibenden in eine Fußgängerzone umgewandelt wurden.
Im Mai 1980 wurde im neu errichteten Landratsamt in Bad Reichenhall die Arbeit aufgenommen und im Gegenzug die Außenstelle des Landratsamtes in Berchtesgaden aufgelöst. Die Kreisstadt erhielt allerdings nicht alle zentralen Einrichtungen des Landkreises und auch landkreisweit zuständige Behörden anderer Gebietskörperschaften verblieben an anderen Orten (z. B. Finanzamt, allgemeine Berufsschule, Knabenrealschule oder das bereits erwähnte Amtsgericht) insbesondere in dem ehemaligen Kreishauptort Berchtesgaden bzw. der ehemaligen Kreisstadt Laufen.
Am 1. Januar 1981 wurde das gemeindefreie Gebiet Kirchholz aufgelöst und zwischen Bayerisch Gmain und Bad Reichenhall (Gemarkung St. Zeno) aufgeteilt. Auch die Gemarkung Kirchholz wurde aufgelöst.
Nach vierjähriger Bauzeit wurde am 20. Juli 1988 von Ministerpräsident Max Streibl (1932–1998) das mit rund 60 Millionen DM überwiegend vom Freistaat finanzierte Kurgastzentrum eröffnet.

### Seit der Gesundheitsreform von 1996

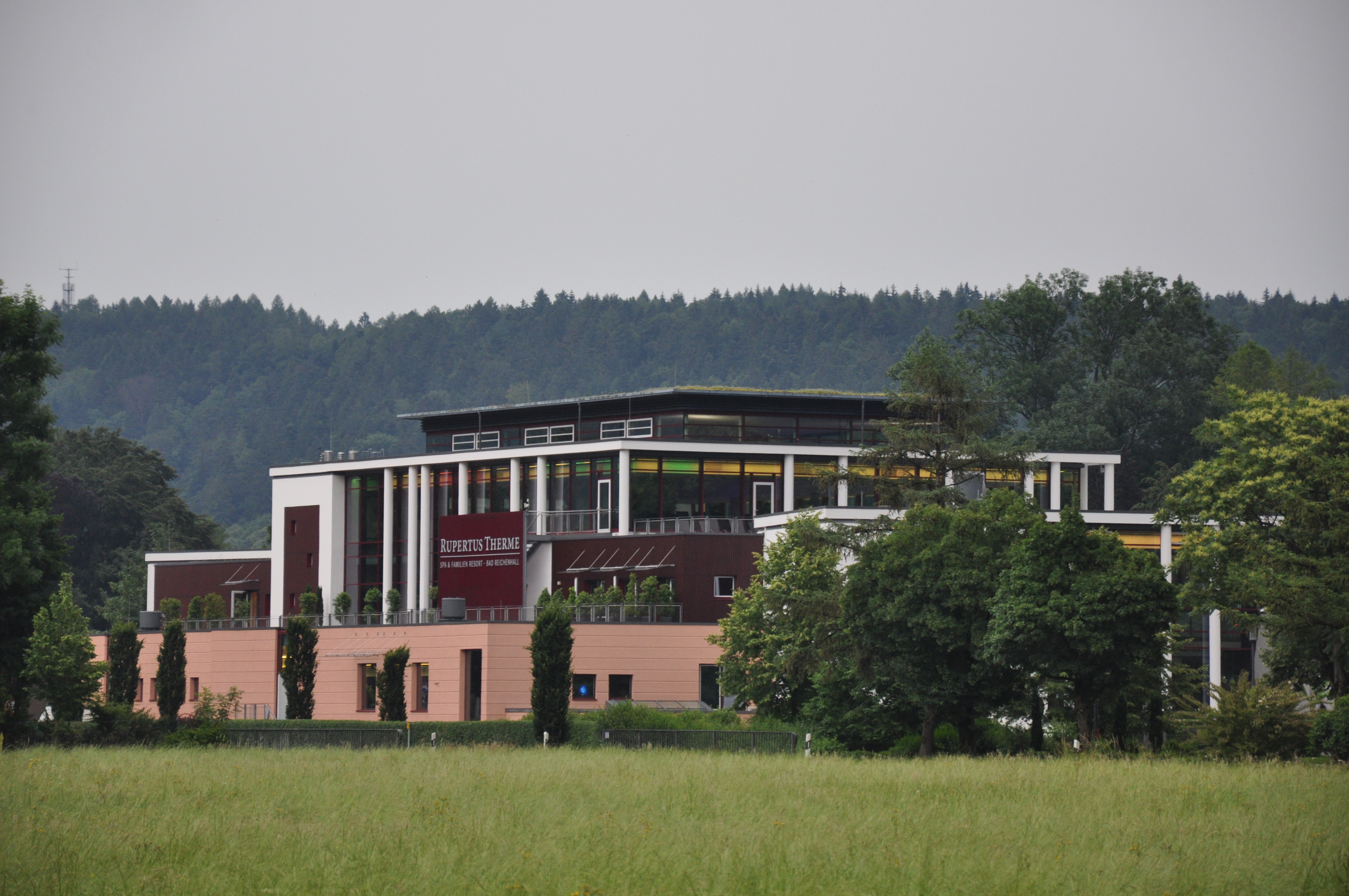
Rupertustherme

Mit der Gesundheitsreform von 1996 wurden u. a. auch Kuren als Leistung der gesetzlichen Krankenkassen sehr eingeschränkt. Dies führte in Bad Reichenhall zu einem spürbaren Rückgang der Kurgastzahlen und damit auch zu großen Verlusten bei einer bislang großen Einnahmequelle für die Stadt. Oberbürgermeister Wolfgang Heitmeier und der Kurdirektor versuchten mit auf „Verjüngung“ angelegten Angeboten und öffentlichen Investitionen in Höhe von 50 Mio. DM eine neue Zielgruppe als Gäste der Stadt anzusprechen. Wiewohl Heitmeier bis zum Ende seiner Amtszeit 2006 die Erneuerung der städtischen Fußgängerzone vollzogen, eine neue Therme eröffnet und die Errichtung eines international beachteten Forschungszentrums für Höhendruckkammern im historischen Kurmittelhaus in Angriff genommen hatte, musste er sich die Kritik gefallen lassen, den „einst mondänen Kurort“ nach der Gesundheitsreform „zu langsam neu ausgerichtet zu haben“.
Am 1. November 1999 kam es zu einem Amoklauf in Bad Reichenhall, bei dem ein 16-Jähriger vier Passanten tötete und fünf weitere Personen schwer verletzte, darunter den Schauspieler Günter Lamprecht und seine Lebensgefährtin Claudia Amm. Nach der Tat starb der Amokschütze durch Suizid.
2001 wurde Bad Reichenhall zur Alpenstadt des Jahres gekürt und einige Jahre später Mitglied bei Alpine Pearls.
2005 wurde die Rupertustherme mit Baukosten von 32 Mio. Euro errichtet, um die Stadt an den veränderten Gesundheitsmarkt anzupassen. Gleichzeitig musste allerdings die Instandhaltung und Renovierung bereits bestehender Einrichtungen und Gebäude häufig hinter der Schaffung neuer Prestigebauten zurückstehen.

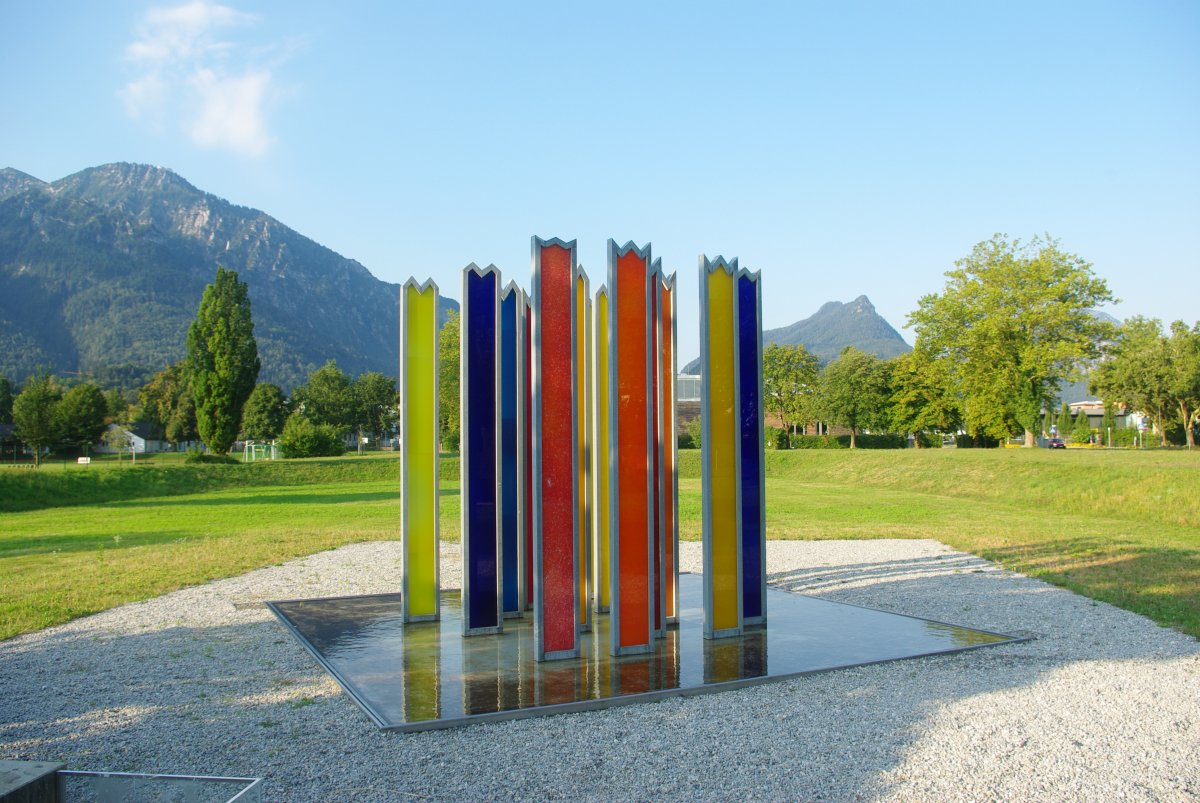
Gedenkstätte für die Opfer des Eishalleneinsturzes

Am 2. Januar 2006 forderte der Einsturz der Eislaufhalle Bad Reichenhall 15 Menschenleben, darunter 12 Kinder und Jugendliche; 34 Menschen wurden zum Teil schwer verletzt. Trotz eines Bürgerentscheides, bei dem sich 53 % der abstimmenden Reichenhaller für die Errichtung einer neuen Eis- und Schwimmhalle an diesem Standort aussprachen, hielt die Stadt an der Planung einer Touristik-Hochschule auf dem Gelände fest, die ab September 2009 als Campus Bad Reichenhall der IUBH School of Business and Management errichtet werden sollte. Der Campus befindet sich jedoch heute bei der Hotelfachschule, nachdem die Hochschule 2013 den Erbbaurechtsvertrag für das Gelände der eingestürzten Eislauf- und Schwimmhalle wegen absehbar unzureichender Auslastung nicht verlängert hat. Der größte Teil des Geländes ist nach wie vor unbebaut.
Ein brennender Bergwald am Thumsee forderte ab dem 13. April 2007 elf Tage die Einsatzkräfte. Drei Tage lang wurde vom Landratsamt Katastrophenalarm ausgelöst, um die internationalen zivilen, militärischen und privaten Kräfte, einschließlich bis zu zwölf Hubschraubern, zu koordinieren. Personen kamen nicht zu Schaden.
Ab Ende 2007 war eine Diskussion um eine von Harry Vossberg initiierte und von Angerer dem Älteren entworfene, über 50 m hohe Christusstatue auf dem Hausberg Predigtstuhl im Gange. Die neu geplante Statue wäre damit 22 m höher geworden als das Vorbild in Rio de Janeiro. Das Vorhaben wurde im September 2008 vom Stadtrat abgelehnt.
Ein Bürgerentscheid von 2013 über die seit Jahren geplante Bundesstraßenumfahrung von Bad Reichenhall in zwei Tunneln erreichte das notwendige Quorum nicht. Nur etwas mehr als ein Drittel der Wahlberechtigten ging zur Abstimmung. Und ohne die Zustimmung der Bad Reichenhaller Bürger erachtete der seinerzeit als Bundesverkehrsminister wie auch als Bundestagsabgeordneter zuständige Peter Ramsauer (CSU) die Chancen für die Umsetzung einer solchen Bundesstraßenumfahrung für sehr gering.

### Einwohnerentwicklung
Einwohnerzahl gemäß der Fortschreibung des Bayerischen Landesamtes für Statistik zum 31. Dezember 2023:
- Einwohner insgesamt 19.087 (Haupt- und Nebenwohnsitze)

Einwohnerentwicklung von Bad Reichenhall von 1840 bis 2018 nach nebenstehender Tabelle

davon:
- männlich: 9.229
- weiblich: 9.858

| Jahr | Einwohner |
| ---- | --------- |
| 1840 | 04.329    |
| 1871 | 04.759    |
| 1900 | 06.879    |
| 1910 | 06.386    |
| 1916 | 05.579    |
| 1919 | 07.146    |
| 1925 | 08.274    |
| 1939 | 13.502    |
| 1950 | 16.814    |
| 1961 | 16.645    |

| Jahr | Einwohner |
| ---- | --------- |
| 1970 | 17.392    |
| 1987 | 16.342    |
| 2007 | 17.282    |
| 2010 | 17.470    |
| 2011 | 16.907    |
| 2016 | 17.752    |
| 2017 | 17.951    |
| 2018 | 18.278    |
| 2020 | 18.748    |
| 2022 | 18.893    |

#### Altersstruktur
Der Altersdurchschnitt der Stadt gehört mit 48,8 Jahren zu den höchsten in Deutschland.

Alterspyramide Bad Reichenhall

| Alter in Jahren | Einwohner | davon männlich | davon weiblich |
| --------------- | --------- | -------------- | -------------- |
| unter 6         | 0786      | 0415           | 0371           |
| 6 bis unter 15  | 1116      | 0570           | 0546           |
| 15 bis unter 18 | 0417      | 0216           | 0201           |
| 18 bis unter 25 | 1179      | 0650           | 0526           |
| 25 bis unter 30 | 1108      | 0602           | 0506           |
| 30 bis unter 40 | 2013      | 1044           | 0969           |
| 40 bis unter 50 | 2061      | 1021           | 1040           |
| 50 bis unter 65 | 3537      | 1653           | 1884           |
| 65 oder mehr    | 5535      | 2276           | 3259           |
| insgesamt       | 177520    | 8450           | 9302           |

## Religion
Anlässlich der Volkszählung am 25. Mai 1987 wurde festgestellt, dass von 16.342 Einwohnern 11.790 (72,1 %) als römisch-katholisch und 3311 (20,3 %) als evangelisch-lutherisch (einschließlich Freikirchen) gemeldet waren; die übrigen 1241 (7,6 %) Einwohner waren anderer Konfession oder konfessionslos (davon zwölf jüdischen Glaubens, 364 zählten zu „sonstige religiöse und christliche Gemeinschaften“ und 865 waren „keiner Religionsgesellschaft rechtlich zugehörig“).
Gemäß den Ergebnissen des Zensus 2011 haben sich seit 1987 insbesondere die Anteile ihrer beiden nach wie vor größten christlichen Kirchengemeinschaften bemerkenswert verringert: So waren nur noch 53,7 % der Bewohner von Bad Reichenhall als römisch-katholisch und 17,7 % evangelisch gemeldet, ferner gehörten 1,9 % einer orthodoxen Kirche und 26,4 % einer anderen oder keiner öffentlich-rechtlichen Religionsgemeinschaft an.
Mehrere römisch-katholische Pfarrgemeinden sind heute zur Stadtkirche Bad Reichenhall zusammengeschlossen. Dazu zählen neben den Hauptkirchen St. Zeno, St. Nikolaus, St. Valentin in Marzoll auch die Kirchen der Nachbargemeinden Maria Hilf in Schneizlreuth sowie Nikolaus von der Flüe in Bayerisch Gmain. Ebenfalls von der Stadtkirche werden im Stadtgebiet die Filialkirchen St. Ägidien, St. Johannes, St. Georg, St. Pankraz und mehrere Kapellen wie die Brunnhauskapelle betreut.
Neben einer evangelisch-lutherischen Kirchengemeinde (Evangelische Stadtkirche) gibt es in Bad Reichenhall die Evangelischen Freikirchen der Mennoniten Brüdergemeinde und der Freien Christengemeinde.
Ferner gibt es in Bad Reichenhall Zeugen Jehovas und die Neuapostolische Kirche.
Die Buddhistische Gemeinschaft Jodo Shinshu Deutschland (BGJD) hat ihren Sitz und Tempel in Bad Reichenhall und betreut dort die Begegnungsstätte ShinDo.

## Politik

### Wahlkreise
Bad Reichenhall gehört zum Bundestagswahlkreis Traunstein und zum Stimmkreis Berchtesgadener Land für Landtags- und Bezirkstagswahlen.

### Stadtrat
Der Stadtrat Bad Reichenhall umfasst 24 Stadträte und den Oberbürgermeister. Die Sitzverteilung stellt sich seit der letzten Kommunalwahl am 15. März 2020 wie folgt dar:
| CSU:                     | 9 Sitze (einschl. OB) |
| GRÜNE:                   | 4 Sitze               |
| FWG:                     | 4 Sitze               |
| Bürgerliste Reichenhall: | 3 Sitze               |
| Liste Lackner:           | 3 Sitze               |
| SPD:                     | 1 Sitz                |
| AfD:                     | 1 Sitz                |

Gegenüber der Wahl 2014 hat die CSU erneut einen Sitz verloren. Die Grünen und die FDP haben ebenfalls einen Sitz verloren, die FDP verliert damit den letzten Sitz im Stadtrat. SPD und FWG haben jeweils zwei Sitze verloren. Die neuen Gruppierungen der Bürgerliste und der Liste Lackner sind mit jeweils drei Sitzen im Stadtrat vertreten. Mit einem Sitz ist die AfD zum ersten Mal im Stadtrat von Bad Reichenhall vertreten.

### Oberbürgermeister
Bei der Stichwahl am 15. März 2020 setzte sich Christoph Lung von der CSU mit 53,8 % der Stimmen gegen Monika Tauber-Spring von der Bürgerliste durch und trat am 1. Mai 2020 sein Amt an. Der bisherige Amtsinhaber, Herbert Lackner, wurde von der CSU nicht mehr als Kandidat aufgestellt und ging mit Liste Lackner ins Rennen um den Posten als Oberbürgermeister. Er erreichte im ersten Wahlgang hinter Lung mit 32,6 % und Tauber-Spring mit 20,5 % nur 19,3 % der Stimmen und scheiterte damit am Einzug in die Stichwahl.
Etwa ein Jahr vor der Wahl hatten die Stadtratsfraktionen der FWG, SPD, FDP und Grünen mit Boris Bregar einen gemeinsamen Kandidaten und Herausforderer des amtierenden Bürgermeisters vorgestellt. Wenige Monate später, im September 2019, kündigte dieser jedoch an, nicht zur Wahl zum Oberbürgermeister anzutreten. In der Folge stellten die meisten Fraktionen einen eigenen Kandidaten für die Wahl zum Oberbürgermeister auf, darunter auch zwei neue Parteien, die bislang nicht im Stadtrat vertreten waren. Neben dem neuen Bürgermeister Christoph Lung für die CSU waren dies Pia Heberer für die Grünen, Guido Boguslawski für die SPD, Ania Winter für die FWG, Monika Tauber-Spring für die Bürgerliste, der Liedermacher Hans Söllner für die Liste Freunde Hans Söllner sowie der bisherige Amtsinhaber Herbert Lackner für die Liste Lackner.

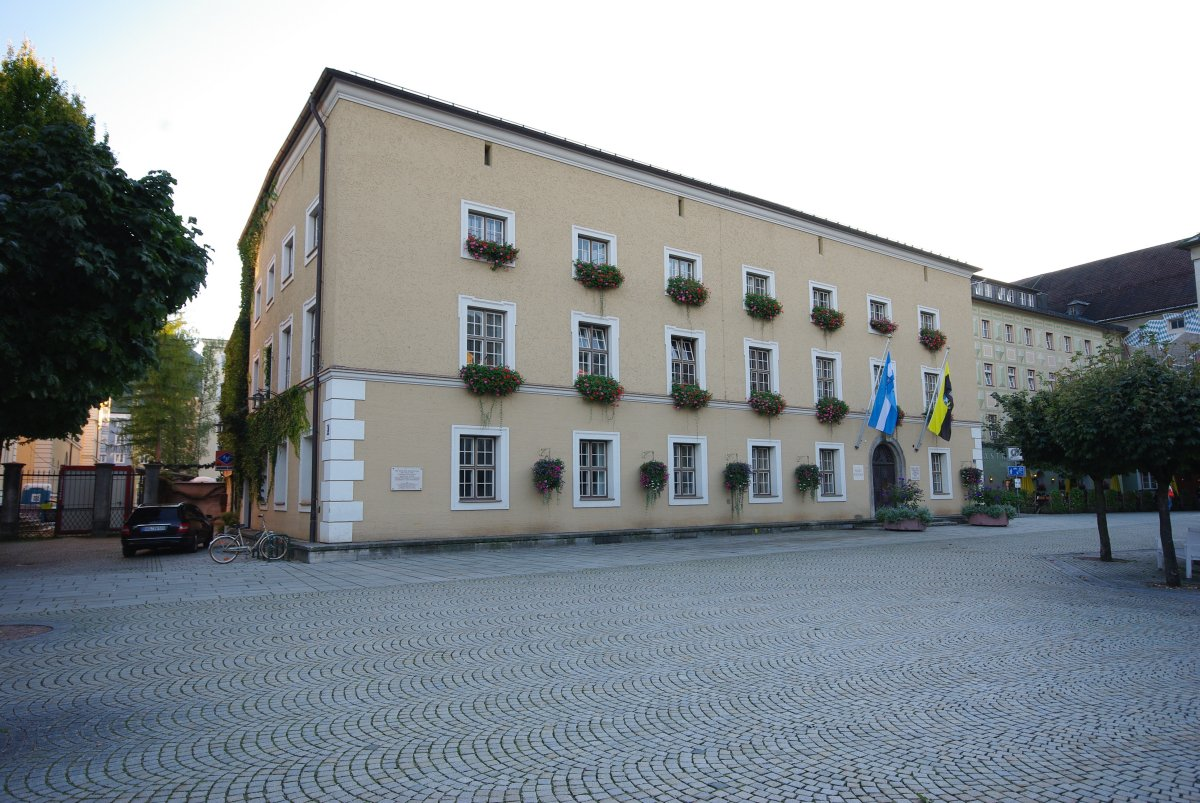
Neues Rathaus
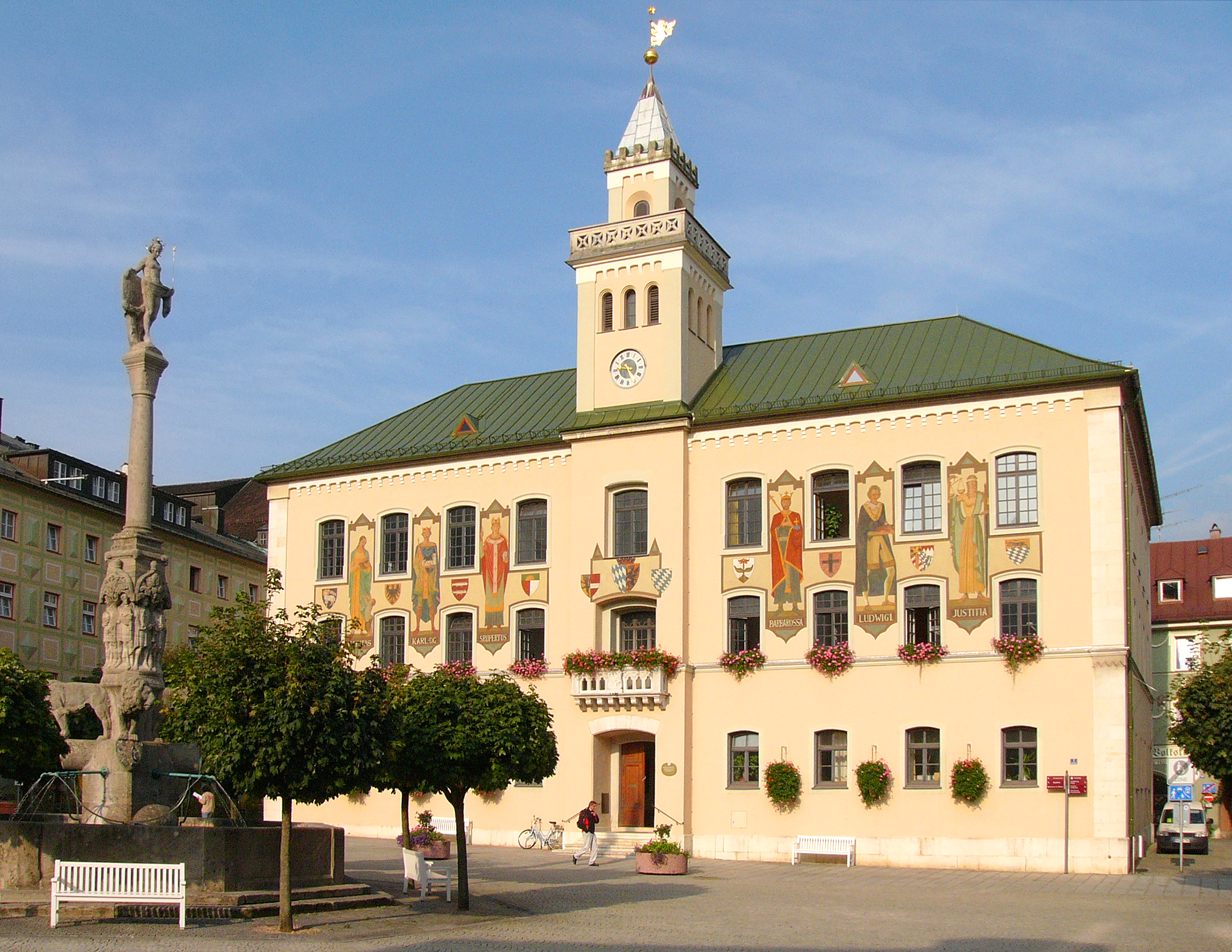
Altes Rathaus

### Wappen
| Wappen von Bad Reichenhall | Blasonierung: „Gespalten; vorne die bayerischen Rauten, hinten in Gold ein steigender, rot bewehrter schwarzer Panther.“ |
| Wappen von Bad Reichenhall | Wappenbegründung: Das Rautenmuster sowie der Panther sind ein Verweis auf die enge Verbundenheit der Stadt mit den Wittelsbachern. Das Rautenmuster stammt ursprünglich aus dem Wappen der Grafen von Bogen, der Panther stammt aus dem Wappen des Spanheimer Seitenzweiges der Ortenburger Pfalzgrafen, gilt aber seit mindestens 1260 als Nebenwappen der Wittelsbacher. Vor einem Wappen führte die Stadt ein Siegel mit widersehendem Gotteslamm mit Fahne, das in einem Abdruck von 1279 überliefert ist. Rauten und Panter finden sich bereits vor 1300 in einem zweiten Siegel. Seit 1323 zeigt ein drittes Siegel Rauten und Panther im gespaltenen Schild mit dem heutigen Ortsnamen in der Umschrift. Ab etwa 1530 tauchte in Wappenabbildungen, um 1600 auch im Siegel, ein Löwe statt des Panthers auf. Der Löwe wurde seit dem 19. Jahrhundert meist als geflügelter Greif dargestellt und als Siegelbild verwendet. 1929 erfolgte die Rückkehr zum Wappen mit den Rauten und dem schwarzen Panther. |

## Kultur und Sehenswürdigkeiten

### Philharmonie
Eine Kurmusik wurde 1858 erstmals als „Bademusik“ unter der Leitung des Stadtthürmermeisters erwähnt. 1868 gründete Josef Gung’l die heute noch bestehenden Bad Reichenhaller Philharmoniker. Gegenwärtig sind die Bad Reichenhaller Philharmoniker ein ganzjährig spielendes anerkanntes Kulturorchester mit einem weitgespannten Repertoire.

### Museen
Das stadtgeschichtliche Museum ist im ehemaligen Getreidestadel, der in der ersten Hälfte des 16. Jahrhunderts erbaut wurde, untergebracht. Das frühere „Heimatmuseum“ wurde 2006 wegen Sanierung geschlossen, 2019 wurde es als ReichenhallMuseum neu eröffnet.
Das Salzmuseum befindet sich in der Alten Saline, die nach dem großen Stadtbrand von 1834 nach den Plänen von Friedrich von Schenk und Joseph Daniel Ohlmüller errichtet wurde. In Bad Reichenhall gibt es zudem noch ein Faschingsordenmuseum.

### Galerie
In der Städtischen Galerie im alten Feuerwehrhaus von Bad Reichenhall werden seit 2019 Veranstaltungen und Ausstellungen nach einem Konzept der Kunstakademie Bad Reichenhall angeboten.

### Bauwerke

#### Bauensembles

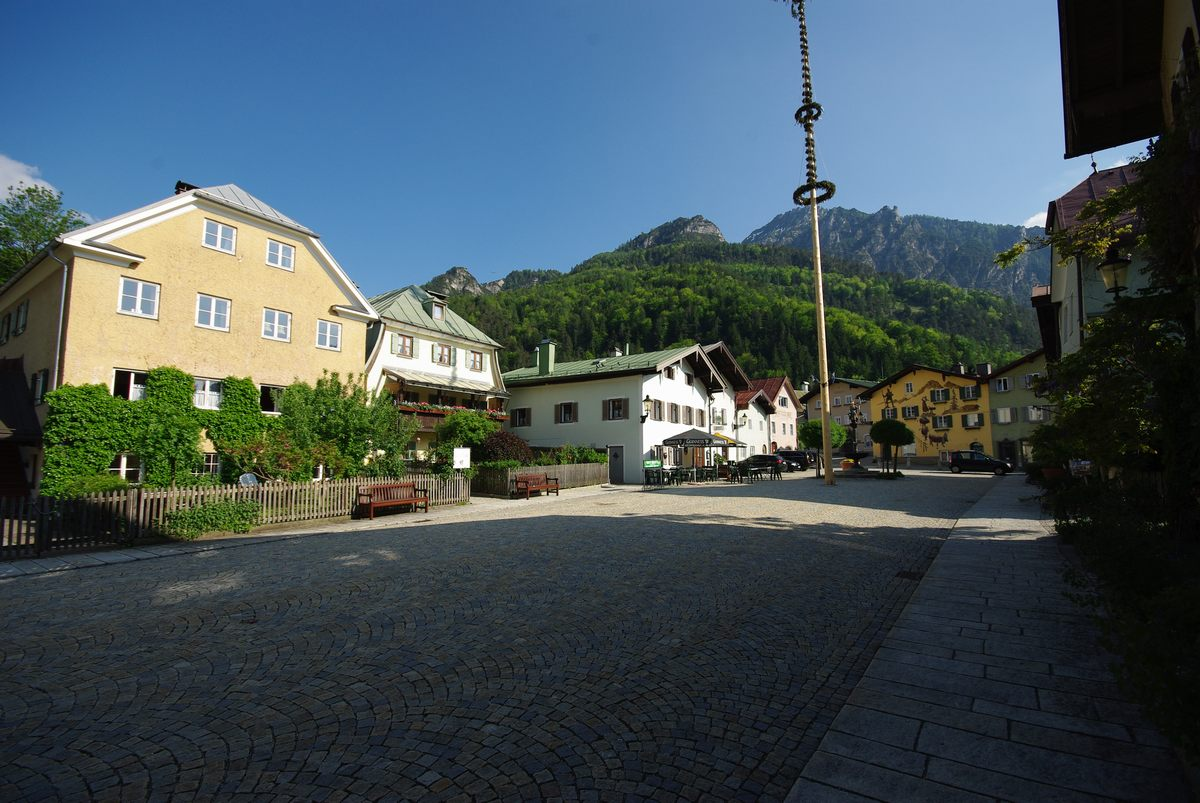
Der Florianiplatz, Herzstück des Ensembles Obere Stadt

In der Stadt Bad Reichenhall sind fünf Bereiche als Bauensembles definiert und in die Bayerische Denkmalliste eingetragen. Ein großer Teil der Gebäude der Ensembles sind zusätzlich als Einzeldenkmal in die Denkmalliste eingetragen.
Das Ensemble Obere Stadt rund um den Florianiplatz bildet den ältesten Teil der Stadt, der mehr als einmal von Stadtbränden – zuletzt beim großen Stadtbrand von 1834 – sowie von der Bombardierung 1945 ganz oder teilweise verschont wurde. Viele Häuser am Florianiplatz reichen im Kern mindestens bis ins Mittelalter zurück, teilweise wird sogar vermutet, dass Teile der Häuser noch aus der Römerzeit stammen.
Direkt nördlich an das Ensemble Obere Stadt schließt das Ensemble Alte Saline an, dessen Kern die nach dem Stadtbrand 1834 neu errichtete, heute Alte Saline mit Sudhäusern, Magazinen, Solereserven und der Brunnhauskapelle bildet. Zum Ensemble gehören auch die Salinenstraße, der Beamtenstock gegenüber der Saline sowie der Obere und der Untere Lindenplatz.
Ein weiteres Ensemble ist das Ensemble Rathausplatz, das westlich an das Ensemble der Alten Saline anschließt und die Häuser am Rathausplatz sowie den Platz selbst mit Wittelsbacherbrunnen umfasst. Ebenso wie der Großteil der Häuser im nördlich anschließenden Ensemble Poststraße wurde auch der Rathausplatz ein Opfer der Flammen des Stadtbrandes von 1834. Die meisten Häuser dort stammen deshalb aus der Zeit des Wiederaufbaus um die Mitte des 19. Jahrhunderts.
Etwas isoliert von den anderen Ensembles liegt das Ensemble Kurviertel, das sich zwischen Bahnhofstraße und Salzburger Straße nördlich des Kurgartens erstreckt. Die dortigen Villen entstanden größtenteils zur Blütezeit des Kurortes Bad Reichenhall um die Jahrhundertwende.

#### Kur, Gesundheit und Fremdenverkehr

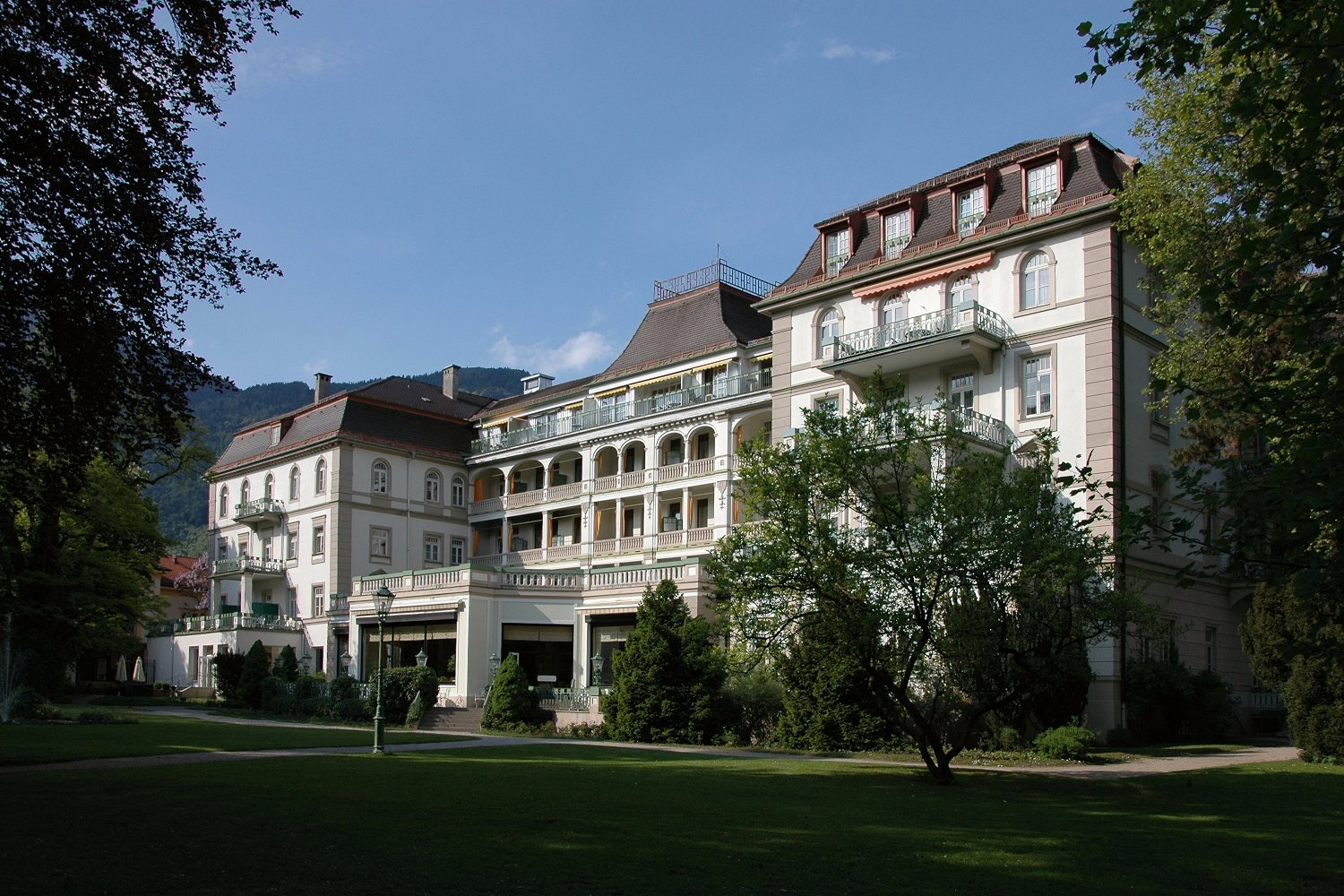
Ehemaliges Hotel Axelmannstein

Aus der Anfangszeit des Kurbetriebes in Bad Reichenhall stammen die inzwischen baufälligen Gebäude des ersten Kurhotels und bis 2021 als Grandhotel betriebenen Axelmannstein sowie die Kur-Apotheke. Hotelier Ernst Rinck und der Apotheker und Bürgermeister Mathias Mack waren ab der Mitte des 19. Jahrhunderts die treibende Kraft, um einen Kurbetrieb in der Stadt zu etablieren. Die anfängliche Sole- und Molkenkuranstalt Axelmannstein wurde zwischen 1909 und 1911 durch den damaligen Besitzer Alois Seethaler abgerissen und in der heutigen Form neu aufgebaut, die Kur-Apotheke ist die älteste Apotheke der Stadt, seit einem Umzug 1872 befindet sie sich im ehemaligen Bauernbräu in der Ludwigstraße.
Der Kurgarten wurde ab 1868 durch Carl von Effner angelegt. Zum Kurgarten gehören heute das Gradierhaus von 1910, das als Freiluft-Inhalatorium die vorherigen Gradierwerke ersetzt, sowie die Wandelhalle mit Konzertrotunde aus dem Jahr 1912. Gradierhaus, Wandelhalle und Rotunde wurden durch Eugen Drollinger erbaut. Direkt an den Kurgarten schließt das Königliche Kurhaus von 1900 an. Das Staatlich-Städtische Kurmittelhaus wurde von 1928 im Zuge einer Neuausrichtung des Kurortes nach dem Ersten Weltkrieg erbaut. Beide Gebäude plante Max Littmann.
Die Predigtstuhlbahn ist die älteste original erhaltene Großkabinenseilschwebebahn der Welt und wurde 1928 in Betrieb genommen. Tal- und Bergstation, und die Technik der Seilbahn sind fast unverändert im Originalzustand erhalten.

#### Industriedenkmäler
Wahrzeichen der Stadt ist die Alte Saline, die zwischen 1838 und 1851 nach Plänen von Joseph Daniel Ohlmüller und Friedrich von Schenk errichtet wurde. Die Alte Saline gilt heute als Industriedenkmal von europäischem Rang, die Salzproduktion jedoch wurde ab September 1926 in die Neue Saline verlagert.
Zwischen 1617 und 1619 wurde die Soleleitung erbaut, um überschüssige Sole in einer Filialsaline in Traunstein und später in Rosenheim zu Salz zu verarbeiten. Entlang der ehemaligen Trasse der Soleleitung, die 1958 endgültig stillgelegt wurde, führt ein Wanderweg von Bad Reichenhall bis Traunstein. Von den ehemaligen Brunnhäusern in Bad Reichenhall sind noch die Brunnhäuser Fager und Seebichl erhalten.
Ebenfalls eng mit der Saline verknüpft waren die Triftanlagen, von denen heute noch mehrere Reste erhalten sind. Markantester Teil der Anlagen ist das Triftwehr in der Saalach oberhalb der Luitpoldbrücke. Die Neue Saline wurde auf ehemaligen Teilen der Triftanlagen errichtet, dort finden sich heute noch Reste von Ufermauern und Schleusen sowie ein denkmalgeschützter Salinenstadl der Alten Saline.

#### Sakralbauten

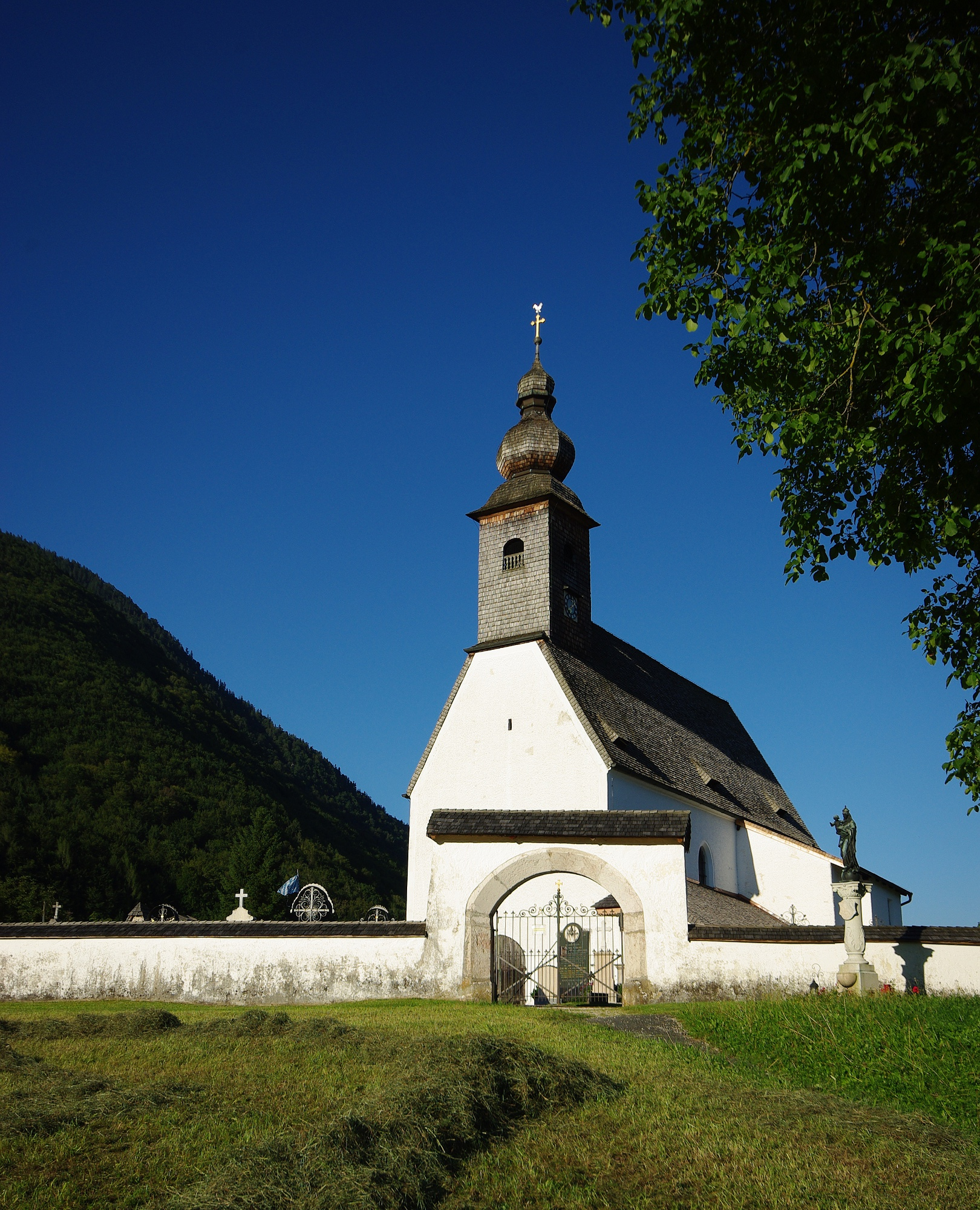
St. Georg (Nonn), „Nonner Kircherl“

- Pfarrkirche St. Nikolaus, eine dreischiffige romanische Basilika aus der zweiten Hälfte des 12. Jahrhunderts, mit Fresken in der Apsis und Kreuzwegstationen von Moritz von Schwind.
- Kirche St. Zeno aus dem 12. Jahrhundert; größte romanische Basilika Altbayerns mit prächtigem Portal aus rotem Adneter und weißem Untersberger Marmor, mit angeschlossenem
  - Kreuzgang samt Relief Friedrich Barbarossas sowie das
  - Kloster St. Zeno, ehemaliges Augustiner-Chorherrenstift.
  - Friedhof St. Zeno
- St. Georgskirche, ein „gotisches Kleinod“ in Nonn, beherbergt einen Altar aus der Werkstatt des Gordian Guckh.
- Wallfahrtskirche St. Pankraz, als Neubau 1689 errichtet auf dem Pankrazfelsen in Karlstein.
- Spitalkirche St. Johannes, älteste Kirche Bad Reichenhalls, bereits im 8. Jahrhundert urkundlich erwähnt.
- Pfarrkirche St. Valentin in Marzoll, im 8. Jahrhundert urkundlich genannt; gotischer Baukörper, barocke Ausgestaltung.
- St. Ägidikirche, um 1159 erbaut.
- Evangelische Stadtkirche, errichtet 1881 im neugotischen Stil.

#### Weitere Bauten
- Ruine Karlstein aus dem 12. Jahrhundert, Burg der Grafen von Peilstein
- Die Obere Stadt, das original erhaltene Altstadtviertel der Stadt, mit dem Peter-und-Paul-Turm, einem der seinerzeit 14 Wehrtürme
- Die mittelalterliche Burg Gruttenstein, südlich von ihr erhebt sich im Verlauf der historischen Stadtmauer der zweite noch erhaltene Wehrturm, der Pulverturm.
- Das Schloss Marzoll im Ortsteil Marzoll, um 1527
- Das Alte Rathaus von 1849, 1924 mit Fresken von Josef Hengge bemalt.
- Zahlreiche denkmalgeschützte Villen aus der Gründerzeit und dem Jugendstil
- Rund 70 Schmuckbrunnen sind über das Stadtgebiet verteilt.[75]

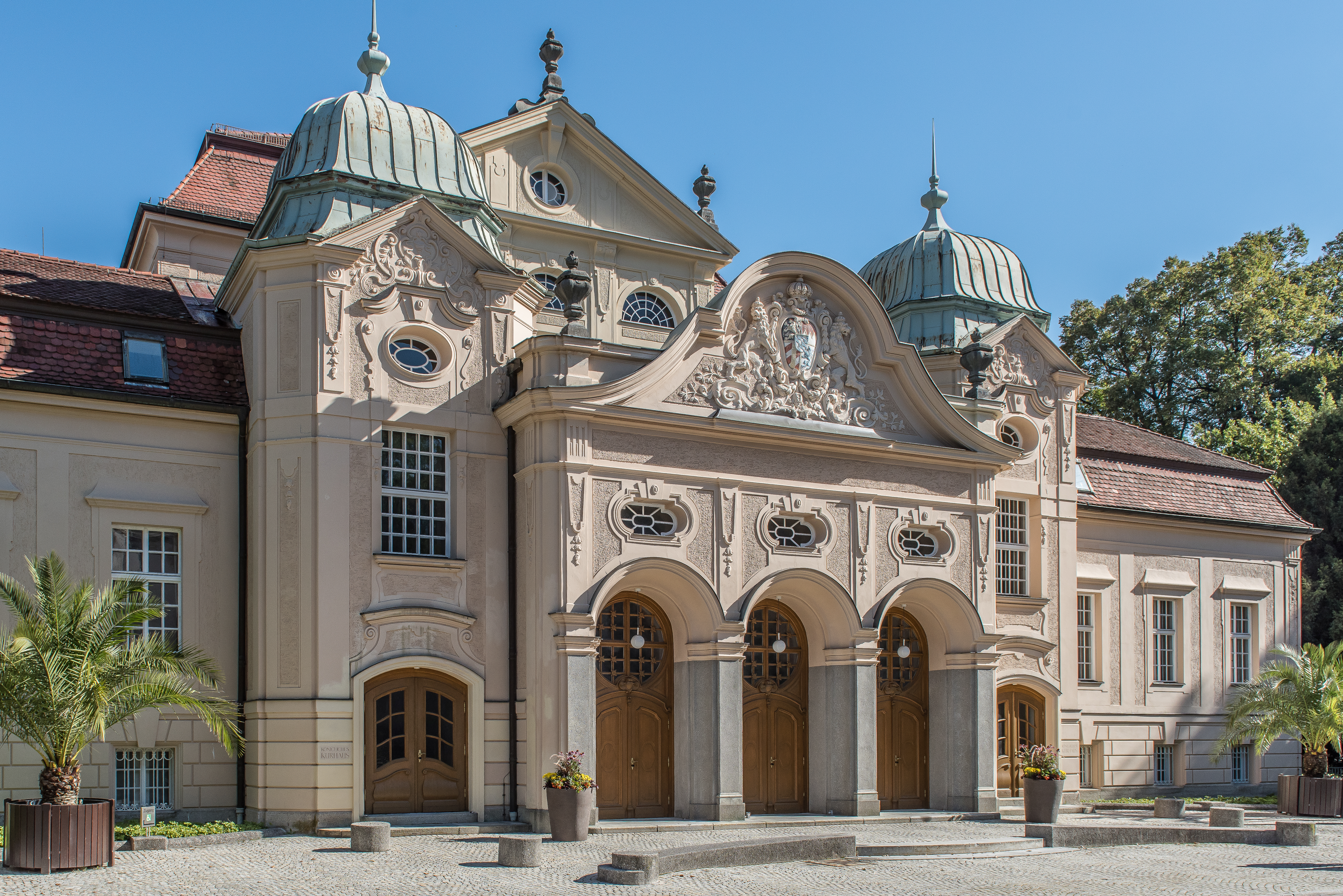
Königliches Kurhaus
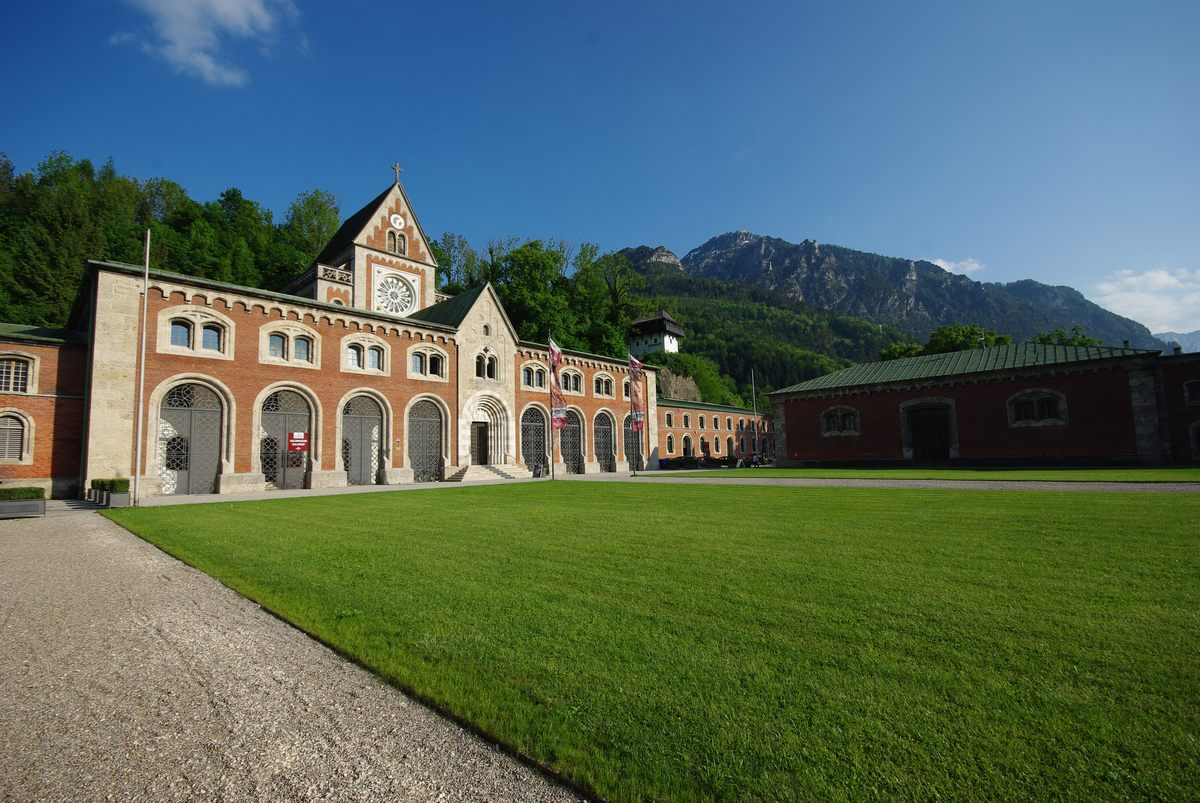
Alte Saline
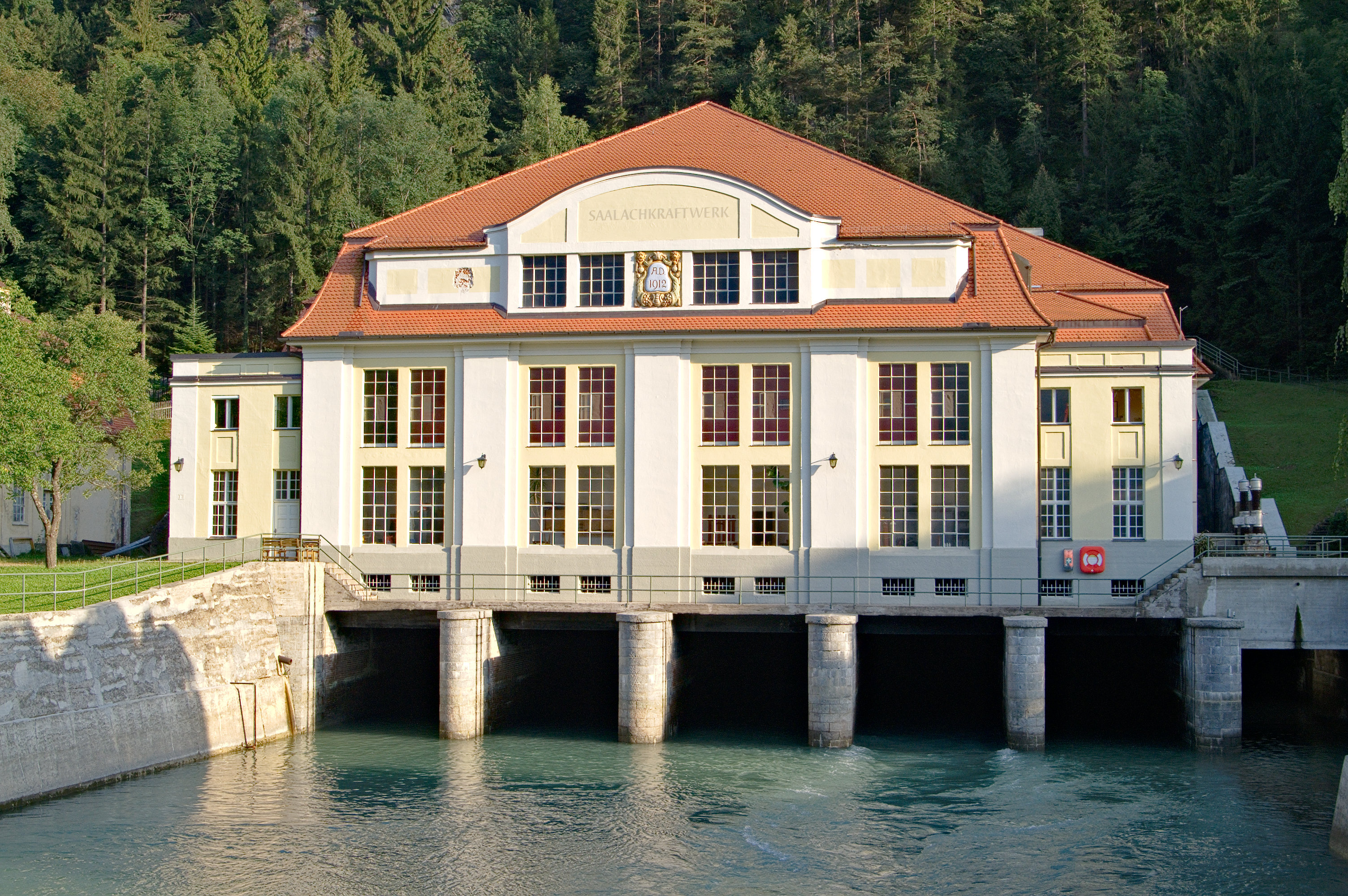
Saalachkraftwerk
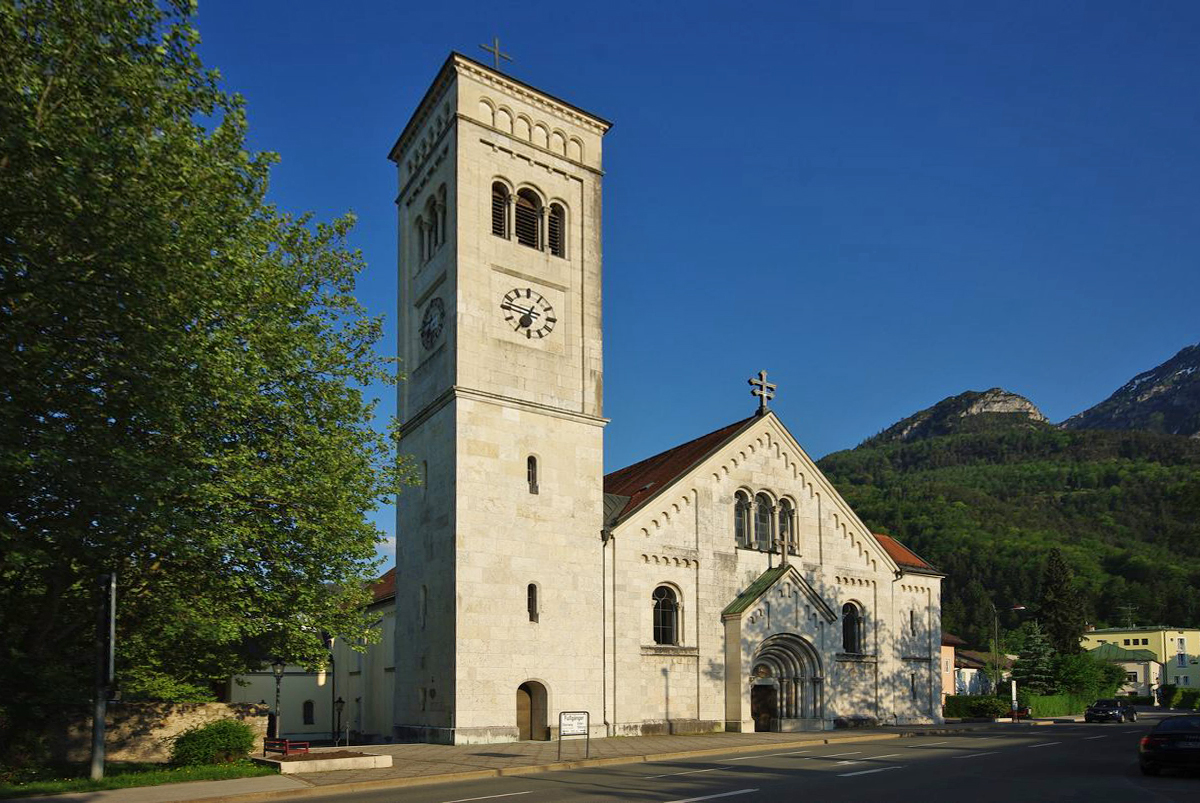
Pfarrkirche St. Nikolaus
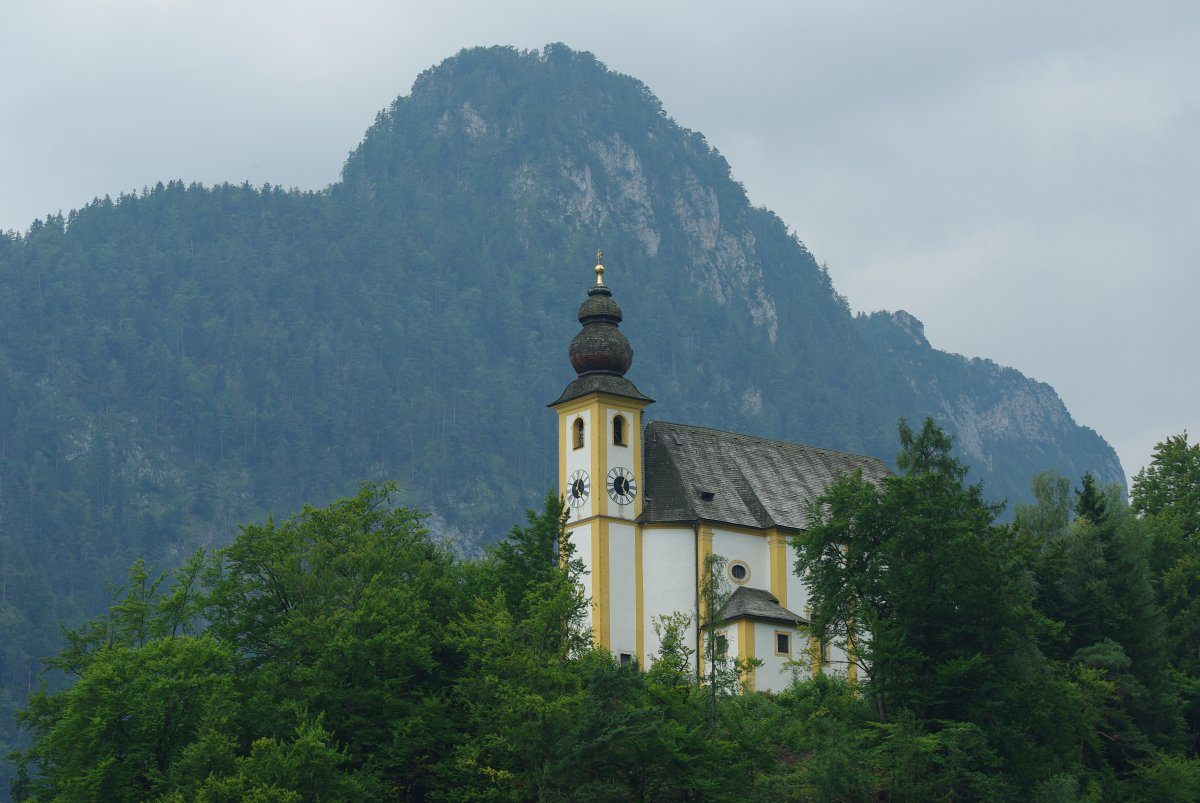
Wallfahrtskirche St. Pankraz
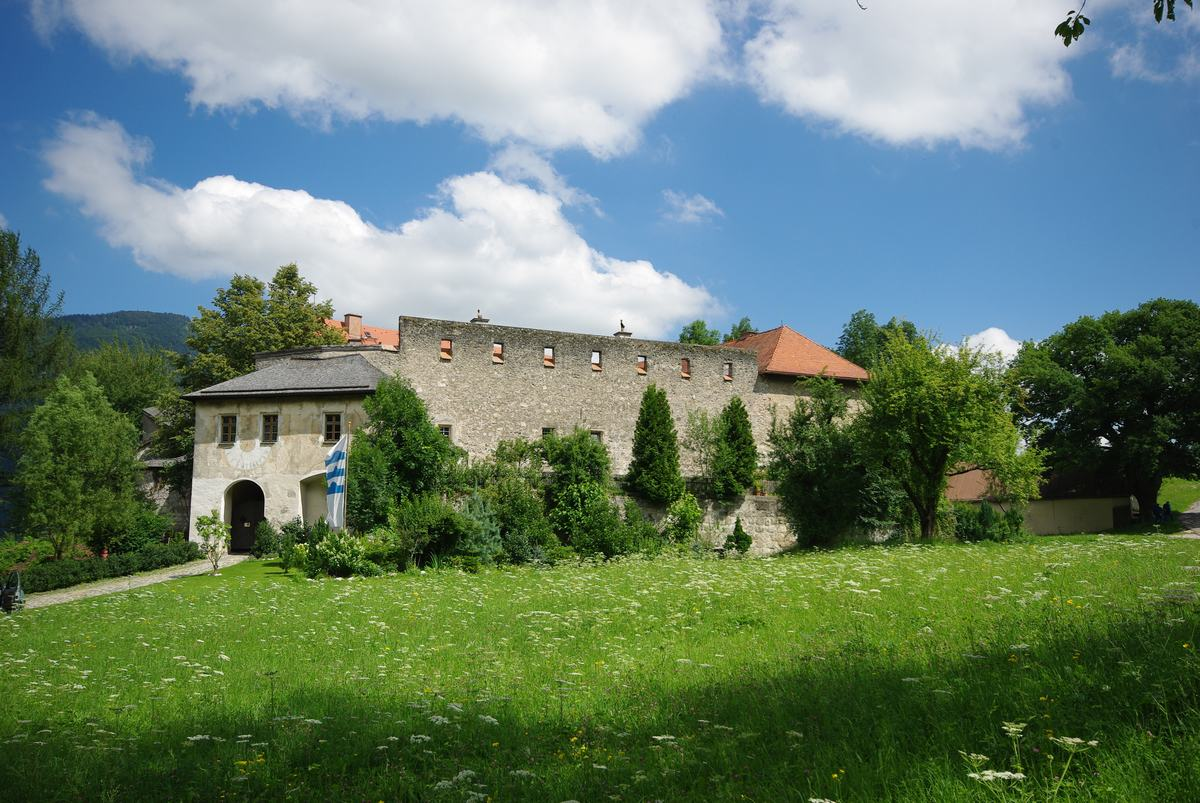
Burg Gruttenstein

### Bodendenkmäler

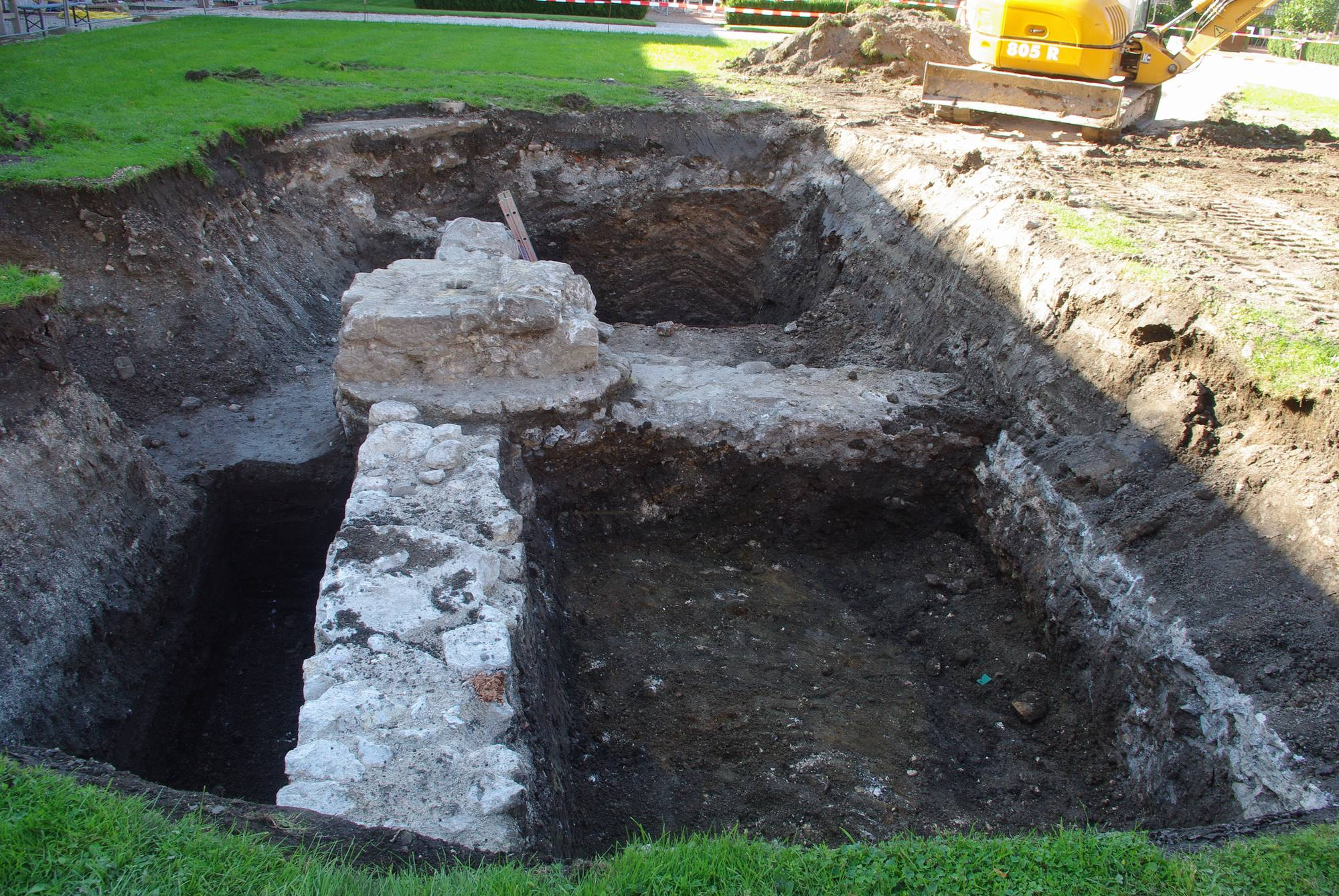
Mauerreste eines Vorgängerbaus im Innenhof der Alten Saline

Neben den Baudenkmälern in Bad Reichenhall gibt es auch viele Bodendenkmäler, knapp 50 davon waren 2018 ebenfalls in der Denkmalliste für Bad Reichenhall eingetragen.
Viele Bodendenkmäler befinden sich im Bereich der Kirchen und Burgen im Stadtgebiet. Fundamente und Mauerreste von Vorgängerbauten, Funde von Gebrauchsgegenständen sowie Gräber sind dort die häufigsten Funde. Vorhandene Bebauung – unabhängig davon, in welcher Zeit diese entstanden ist – erschwert jedoch das Auffinden und Erforschen von Bodendenkmälern. Im Bereich der Oberen Stadt, die das älteste Siedlungsgebiet der Stadt selbst darstellen dürfte, sind wenige oder keine Bodendenkmäler bekannt. Die heutige Bebauung, die fast überwiegend noch aus dem Mittelalter stammt, verhindert auch eine gezielte Suche. Anders verhält es sich bei Bodendenkmälern, die in späterer Zeit nicht überbaut wurden. Ein Beispiel dafür ist der Burgstall Vager oberhalb der „alten“ Thumseestraße am östlichen Ausläufer des Müllnerbergs. Die Anlage wurde lange Zeit an anderer Stelle vermutet und erst 2001 durch den Verein für Heimatkunde Bad Reichenhall und Umgebung im Wald auf einem Felsrücken lokalisiert und archäologisch erforscht.
Wichtige Bodendenkmäler sind zudem die vorgeschichtlichen Siedlungsplätze von Karlstein und im Langackertal. Diese stammen aus der Bronzezeit, der Urnenfelderzeit, der Hallstattzeit, der Latènezeit und der römischen Kaiserzeit und lieferten wichtige Erkenntnisse über die Besiedelungsgeschichte des heutigen Bad Reichenhall. Durch Funde aus der Zeit der Glockenbecherkultur ist heute eine über viertausendjährige Siedlungsgeschichte des Reichenhaller Tals belegt.
Im Bereich des Ortsteils Marzoll finden sich viele wichtige Spuren der römischen Besiedelung, dort wurde unter anderem eine Villa rustica entdeckt. Ebenfalls in Marzoll wurden zwei Keltenschanzen sowie umfangreiche Spuren aus der Bronze- und der Urnenfelderzeit entdeckt.

### Parks

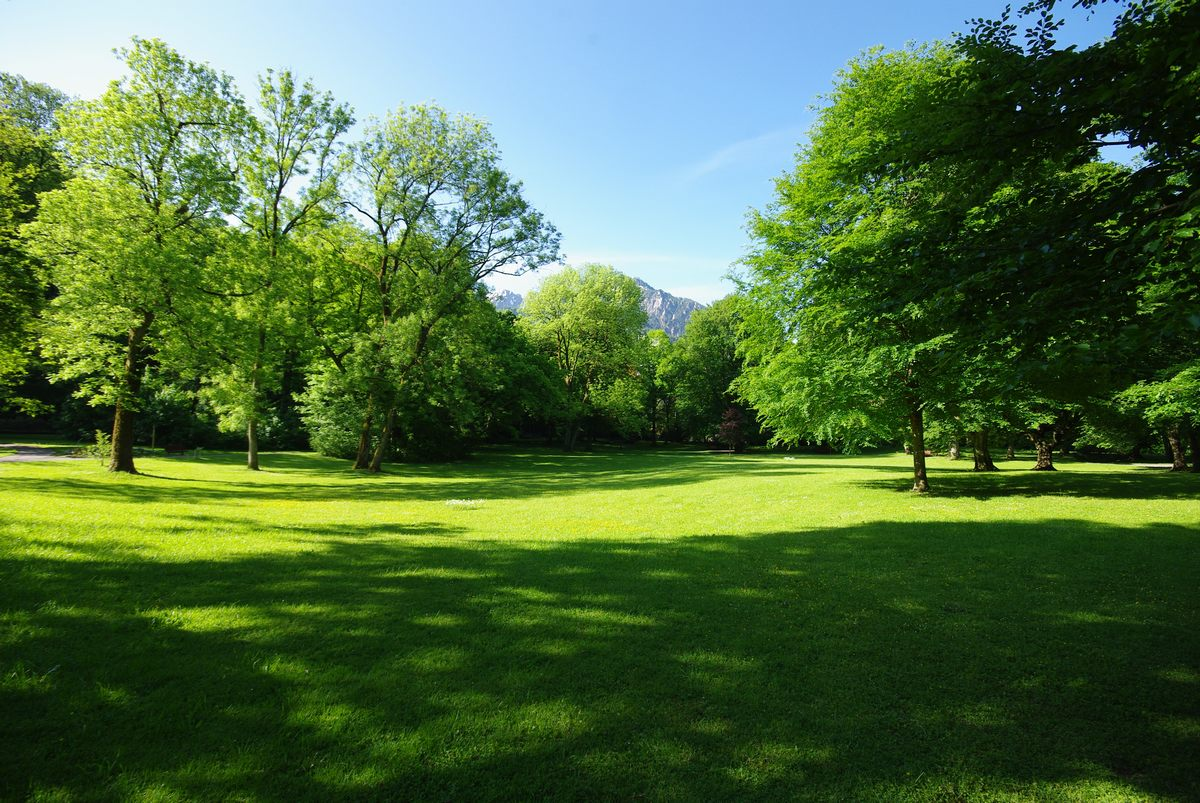
Karlspark

Im 4 Hektar großen Königlichen Kurgarten steht das Gradierhaus, in dem auf einer Länge von 162 Metern die Sole über etwa 200.000 Schwarzdornreisigbündel 14 Meter tief fällt, um den Salzgehalt zu erhöhen. Das Gradierwerk dient in seiner heutigen Gestalt als Freiluftinhalatorium, daneben befinden sich eine Trinkhalle, eine Wandelbahn und eine Wandelhalle von Eugen Drollinger aus dem Jahr 1912.
Der Dr.-Ortenau-Park erinnert mit seinem Namen an den jüdischen Kurarzt Gustav Ortenau, der bis 1938 im Ort wirkte.
Weitere Anlagen sind der Rupertuspark an der Friedrich-Ebert-Allee, der Wittelsbachergarten hinter dem Kurgastzentrum, der Karlspark in St. Zeno und der Kurpark in Karlstein.

### Sport und Sportvereine

#### Sportvereine
Einer der größten Vereine ist der TSV 1862 Bad Reichenhall e. V. mit insgesamt 21 Abteilungen. Neben klassischen Ballsportarten (Basketball, Fußball, Handball, Hockey, Volleyball sowie Badminton, Tennis und Tischtennis) werden Kampfsportarten (Judo und Taekwon-Do), Leichtathletik, Schwimmen sowie Nischensportarten wie Boxen, Cricket, Fechten und Triathlon angeboten. Weitere Sportvereine sind der SV Marzoll e. V., der AC 1901 Bad Reichenhall e. V. (Ringen), der Radsportverein Berchtesgadener Land e. V., der Reichenhaller Tennisclub e. V., die SSG Bad Reichenhall e. V. (Schwimmsportgruppe), der Gleitschirmclub Albatros, der Tauchclub Bad Reichenhall-Thumsee e. V. sowie der Windsurfclub BGL e. V.
Im Wintersport engagieren sich der Ski-Klub Bad Reichenhall e. V. (Ski alpin), der SV Marzoll e. V. (Ski alpin und Langlauf), der Eishockey-Athletic-Club Bad Reichenhall, der 1. Eisstock-Club Bad Reichenhall e. V. und der Eisstockclub Karlstein-Thumsee.
Zu den Schützenvereinen zählen die Böllerschützen Karlstein, die Böllerschützen Bad Reichenhall, die Gebirgsschützenkompanie Reichenhall e. V., die Königlich Privilegierte Feuerschützengesellschaft Bad Reichenhall, die Schützengesellschaft Karlstein-Kaitl e. V. und der Schützenverein Marzoll.

#### Sportstätten
- Sporthalle und Sportplatz Münchner Allee
- Nonner Stadion
- Mehrzweckhalle Grundschule Karlstein
- Sporthalle und Sportplatz der Bundeswehr an der Nonner Straße
- Freibad Marzoll
- Rupertustherme mit Sportbad
- Tennisplätze TSV 1862 (Reichenbachstraße)
- Tennisplätze TC Bad Reichenhall (Nonner Au)
- Eisstockbahnen Karlstein und Bad Reichenhall
- Sporthalle des Karlsgymnasiums
- Sporthalle und Sportplatz Marzoll
- Golfplatz Marzoll

#### Veranstaltungen

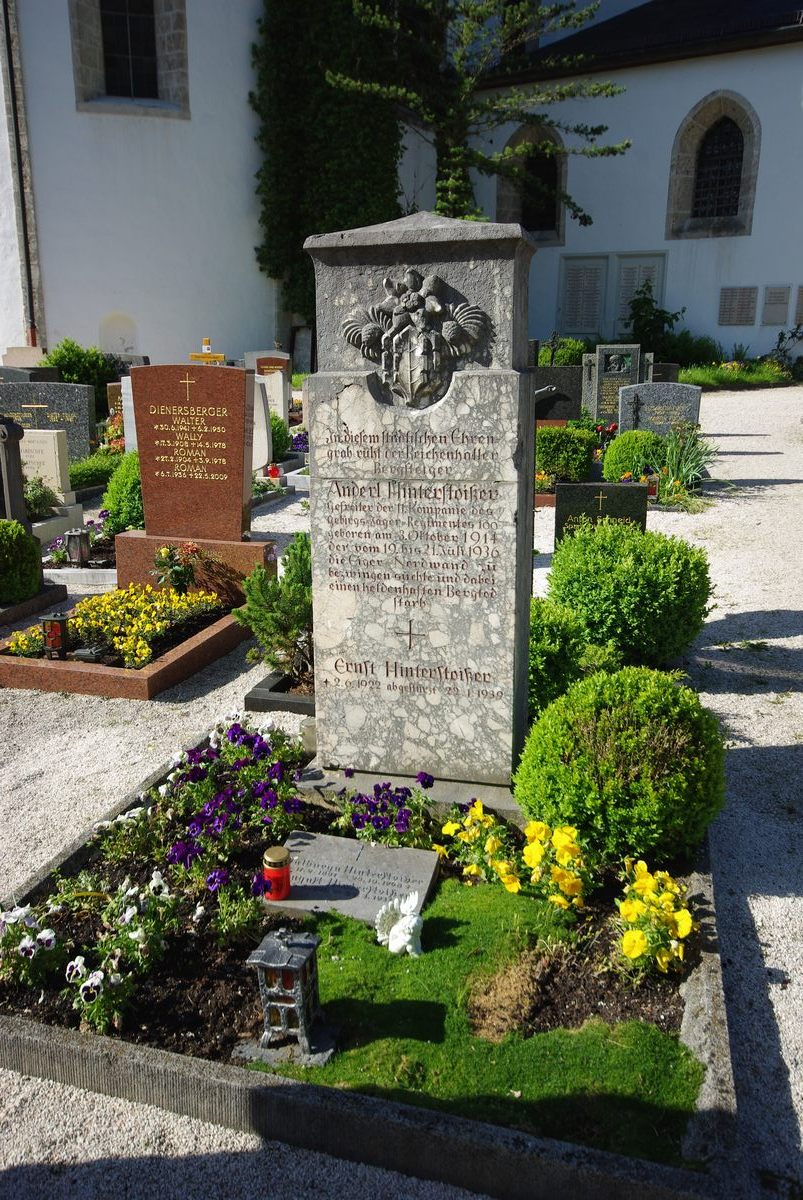
Ehrengrab von Anderl Hinterstoißer auf dem Friedhof St. Zeno

Der TSV 1862 Bad Reichenhall e. V. veranstaltet einmal jährlich sowohl den Thumsee-Triathlon sowie den Rupertusthermenlauf.
Der SK Bad Reichenhall trägt die Stadtmeisterschaft im alpinen Skilauf sowie den Anderl-Hinterstoißer-Gedächtnislauf aus. Anderl Hinterstoißer war Mitglied des SK Bad Reichenhall und führte in den 1930er Jahren in den Alpen mehrere aufsehenerregende Erstbegehungen durch. Beim Versuch einer Erstbegehung in der Eiger-Nordwand verunglückte Hinterstoißer. Der Ski-Klub erinnert bis heute mit einem Wettkampf, bestehend aus Skibergsteigen sowie einem Abfahrtslauf, an den Bergsteiger. Früher würde auch der Pewo-Pertsch-Lauf veranstaltet. Johannes „Pewo“ Pertsch war in den späten 1930er Jahren einer der besten deutschen Skiläufer im Abfahrtslauf. Er fiel am 9. April 1941 im Alter von nur 21 Jahren am Fuß des Olymp in Griechenland. Seine Rekordzeit von 6,42 Minuten für die nordseitige Abfahrt des Predigtstuhls wurde bis 1951 nicht erreicht.
Der Gleitschirmclub Albatros Bad Reichenhall veranstaltet seit dem Jahr 1993 einmal jährlich – meist im August – den „Grazi-Man“. Es handelt sich dabei um einen alpinen Dreikampf, bestehend aus einem Fahrradrennen auf dem Mountainbike, einem Berglauf und einem Paragleiterflug. Der Wettkampf kann sowohl von Mannschaften als auch von Einzelwettkämpfern bestritten werden. Auf der ersten Teilstrecke zwischen dem Offiziersheim an der Langen Gasse und der Höllenbachalm müssen die Radfahrer eine Strecke von etwa 6,5 km und 400 Höhenmeter überwinden. Es wird übergeben an die Läufer, die eine Laufstrecke von knapp 5 km und eine Höhendifferenz von gut 600 m zwischen Höllenbachalm und der Zwieselalm überwinden müssen. Ab der Zwieselalm starten die Gleitschirmflieger, die punktgenau auf der Weitwiese landen müssen. Der Name des Grazi-Man geht zurück auf den ehemaligen Wirt der Zwieselalm, der nie mit seinem Vornamen Pankraz, sondern stets Grazei genannt wurde.

#### Erfolge
Einer der größten Erfolge für einen Sportverein aus Bad Reichenhall war der Sieg bei den Eisstock-Europameisterschaften im Jahr 1971. Die Mannschaft des EC Karlstein-Thumsee, bestehend aus Dieter Holzner, Alois Kink, Manfred Scheidsach und Harald Strobl, setzte sich im Schweizerischen Tarasp gegen die Konkurrenz durch.
Regina Häusl, die für den SK Bad Reichenhall startete, gewann im Alpinen Skiweltcup 1999/2000 den Abfahrtsweltcup und ist zweifache Juniorenweltmeisterin.
Stefan Holzner aus Bad Reichenhall ist fünffacher Ironmansieger. Er gewann zweimal den Ironman Neuseeland, einmal den Ironman Austria und zweimal den Ironman Germany.

## Wirtschaft und Infrastruktur

### Tourismus

#### Geschichtliches
Seit 1846 ein Kur- und Badeort, lebt Bad Reichenhall nicht zuletzt vom Tourismus und den Kurbetrieben. Mit der Jahrtausendwende wurden hierfür grundlegend neue Entscheidungen getroffen:
- 1997 wurde der Staatsbadbetrieb in eine private Rechtsform überführt – die Staatliche Kurverwaltung wurde aufgelöst und die Kur-GmbH Bad Reichenhall/Bayerisch Gmain gegründet.[78]
- 2005 wurde die Marketinggesellschaft Berchtesgadener Land Tourismus gegründet. Diese Marketinggesellschaft bewirbt erstmals den gesamten Landkreis als Tourismusregion.[79][80] Finanziert und kontrolliert wird die Marketinggesellschaft seither von ihren Gesellschaftern,[81] das sind Vertreter des Landkreises und seiner Städte und Gemeinden sowie Vertreter der drei im Landkreis tätigen regionalen Tourismusverbände – darunter der Kur- und Verkehrsverein Bad Reichenhall/Bayerisch Gmain.[82]
- Der Nachfrage entsprechend und um mit entsprechenden Angeboten anderer Kur- und Wellness-Destinationen mithalten zu können, wurde im März 2005 die RupertusTherme eröffnet.
- Die Stadt wurde Mitglied bei Alpine Pearls, einer 2006 gegründeten Kooperation von 27 Tourismusgemeinden aus sechs Alpenstaaten, die u. a. ihren Gästen die Möglichkeit einer autofreien An- und Abreise und die einfache Nutzung öffentlicher Verkehrsmittel vor Ort sowie weitere klimaschonende Urlaubsangebote zu bieten sucht.[58]

#### Auszeichnungen
- 2001 wurde die Stadtverwaltung für sein besonderes Engagement zur Umsetzung der Alpenkonvention, des wichtigsten internationalen Schutz- und Förderprogramms für den Alpenraum, zur Alpenstadt des Jahres gekürt. Der 1997 gegründete Verein, der diesen Preis auslobt, hat seinen Sitz in Bad Reichenhall.

### Andere Wirtschaftszweige

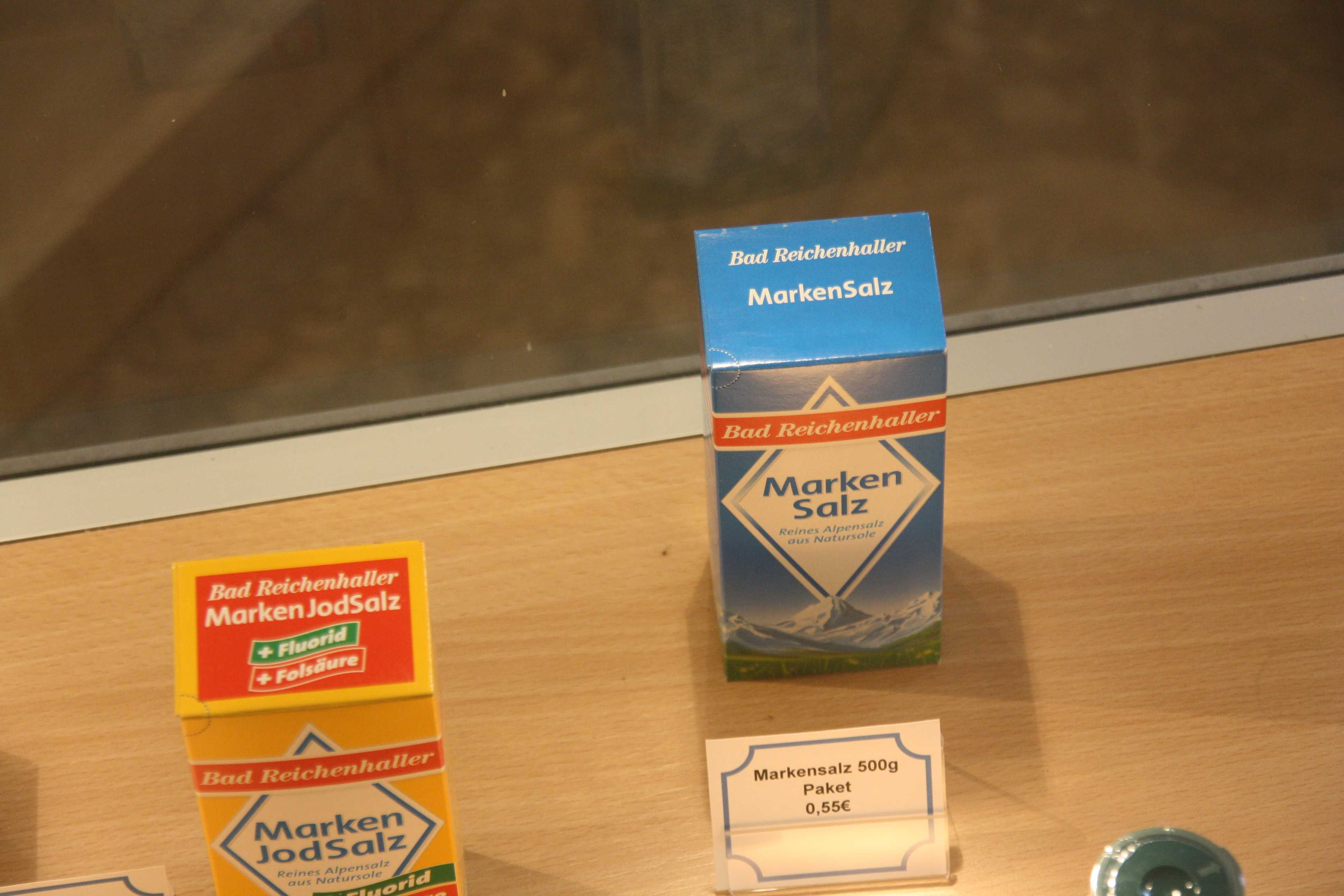
Bad Reichenhaller Markensalz

Deutschlandweit bekannt ist das Reichenhaller Markensalz. Dies wird in der Saline Bad Reichenhall der Südwestdeutschen Salzwerke AG gesiedet.
Weltweit bekannt sind die Patisserieprodukte der Firma Reber, am meisten wohl die Mozartkugeln, deren größter Produzent Reber heute ist. In der Stadt hat die älteste Latschenkiefernölbrennerei der Welt Josef Mack ihren Firmensitz.

### Ver- und Entsorgung
Öffentliches Versorgungsunternehmen sind die Stadtwerke Bad Reichenhall, die seit 1898 örtlicher Stromversorger sind und die Stadt auch mit Erdgas und Trinkwasser versorgen. 2016 und 2017 haben die Stadtwerke zudem ein eigenes Glasfasernetz aufgebaut, um die Kunden in den Außenbezirken von Bad Reichenhall mit „schnellem Internet“ zu versorgen. Je nach Wohngebiet bieten die Stadtwerke dabei FTTC, FTTB und FTTH, also Verlegung bis in die Nähe des Kunden bei Nutzung der vorhandenen (Kupfer-)Leitungen für die Reststrecke, Verlegung bis ins Haus des Kunden (bei Nutzung der vorhandenen Leitungen im Haus) sowie Verlegung bis ins Haus mit direktem Anschluss an das Glasfasernetz. Bei FTTH bieten die Stadtwerke auch Fernseh- und Radioprogramme an. Die Stadtwerke betreiben zudem den Nahverkehr der Stadt und das Freibad in Marzoll.
Für die Gemeindeteile Karlstein und Kirchberg gibt es zudem die Elektrizitätsgenossenschaft Karlstein eG.
Das Trinkwasser für Bad Reichenhall wird aus Quellwasser beim Listsee gewonnen. Jährlich werden 1,3 Mio. m³ Trinkwasser in das 145 Kilometer lange Leitungsnetz abgegeben. Die Gesamthärte liegt mit 9,7 °dH im Härtebereich „mittel“.
Die Ableitung und Reinigung des anfallenden Abwassers fällt in den Zuständigkeitsbereich der Stadt Bad Reichenhall. Die öffentlich Kanalisation ist etwa 100 Kilometer lang. 58 Kilometer des Kanalnetzes sind im Mischsystem angelegt, das Trennsystem besteht aus 21 Kilometern Schmutz- und 22 Kilometern Regenwasserkanälen. In der Mischkanalisation ist ein Regenstauvolumen von 8.000 m³ vorhanden. Der Anschlussgrad von Bad Reichenhall lag 2016 bei 99,9 %. In der Kläranlage Bad Reichenhall im Ortsteil Schwarzbach  wird das Abwasser gereinigt. Die Anlage wurde 1987 in Betrieb genommen, hat eine Ausbaugröße von 55.000 Einwohnerwerten und ist momentan zu etwa zwei Dritteln ausgelastet. Jährlich werden 3,5 Mio. m³ Abwasser behandelt und anschließend in die Saalach eingeleitet. Es wird ein Reinigungsgrad von 97 % erreicht.

### Bundeswehr
Nach ihrem ersten Einzug von 1934 bis 1945 sind seit 1958 wieder Gebirgsjäger in Bad Reichenhall stationiert. Seit 2012 trägt der Standort den Namen Hochstaufen-Kaserne, vorher war sie nach dem Wehrmacht-General Rudolf Konrad benannt.

### Weitere öffentliche Einrichtungen
Seit der Gründung des Landkreises Berchtesgadener Land ist die Stadt Bad Reichenhall Sitz des Landratsamtes.
2015 wurde beschlossen, den Hauptsitz des Landesamtes für Maß und Gewicht von München nach Bad Reichenhall zu verlagern. Es befindet sich seither bereits der „Hauptsitz Aufbaueinheit“ in Bad Reichenhall.

### Verkehr

#### Geschichtliche Entwicklung
Die vorgeschichtlichen Siedlungsplätze von Karlstein, deren archäologische Funde bis in die Zeit der Glockenbecherkultur zurückgehen, sowie die bronzezeitliche Siedlung im Langackertal waren größer, als es das landwirtschaftliche Potential der Gegend ermöglicht hätte. Man geht davon aus, dass bereits die Siedler der Bronzezeit aus Reichenhaller Sole Salz herstellten und damit regen Handel betrieben. Das Salz konnte gegen Kupfer aus dem heutigen Tirol und Zinn aus dem Erzgebirge eingetauscht werden, woraus in den archäologisch durch Josef Maurer untersuchten Gießereibetrieben Waren und Werkzeugen aus Bronze hergestellt wurden. Später unterhielten die Kelten ein weitverzweigtes Handelsnetz, für das die Siedlungen in Karlstein ein wichtiger Knotenpunkt waren. Auch die Römer nutzten die keltischen Handelswege und bauten diese zum Teil als gepflasterte Römerstraßen aus.
Aufgrund der Größe und Bedeutung der vorgeschichtlichen, keltischen und römischen Siedlungen, des durch den Salzhandel erreichten Wohlstandes sowie sprachlichen Ähnlichkeiten zwischen Vocario und dem heutigen Vager/Fager in Karlstein vermutet Hubert Vogel, dass sich das auf der Peutingertafel angegebene Vocario nicht in Pfarrwerfen, sondern in Karlstein befand. Untermauert wird diese Vermutung durch das Fehlen archäologischer Nachweise einer entsprechenden Siedlung in Pfarrwerfen.
Die Routen der antiken Handelswege, die über den Thumsee und den Antoniberg weiter über das heutige Weißbach an der Alpenstraße in Richtung Norden sowie über den Weinkaser in Richtung Tirol führten, wurden später auch für den Bau der Soleleitung nach Traunstein sowie für den Bau der Alpenstraße genutzt.
Der Transitverkehr von und nach Salzburg, dem salzburgischen Pinzgau und Tirol sowie von und nach Berchtesgaden sowie Richtung Inzell, Ruhpolding und Traunstein bewegte sich früher über die Salzburger Straße, die Ludwigstraße, die Salinenstraße, die Kammerbotenstraße und die Berchtesgadener Straße. In Richtung Österreich und Traunstein querte die Straße die Bahnstrecke nach Berchtesgaden am Bahnübergang beim Kirchberger Bahnhof, im Anschluss floss der Verkehr über die B21 in Richtung Schneizlreuth und Tirol sowie über die Luitpoldbrücke und die Thumseestraße in Richtung Karlstein, den Thumsee und Traunstein. Mit dem Bau der Umgehungsstraße (B20/B21/Loferer Straße) zwischen 1951 und 1968 wurde der Fernverkehr schrittweise an der Stadt vorbeigeleitet. Teile der Salzburger Straße und die Ludwigstraße sind seit den frühen 1970er Jahren eine Fußgängerzone, der Bahnübergang am Tiroler Tor entfiel ersatzlos. In den späten 1960er Jahren wurde mit dem Bau der Kretabrücke über die Saalach sowie der Staatsstraße 2101 zwischen der Reichenbachstraße bei der Neuen Saline und der Abzweigung Weinkaser der B 305. In den 1990er Jahren wurde die Poststraße zwischen Rathausplatz und Kaiserplatz in eine Fußgängerzone umgewandelt und der neue Verkehrsverteiler Nord am ehemaligen Gablerknoten errichtet.

#### Straßenverkehr

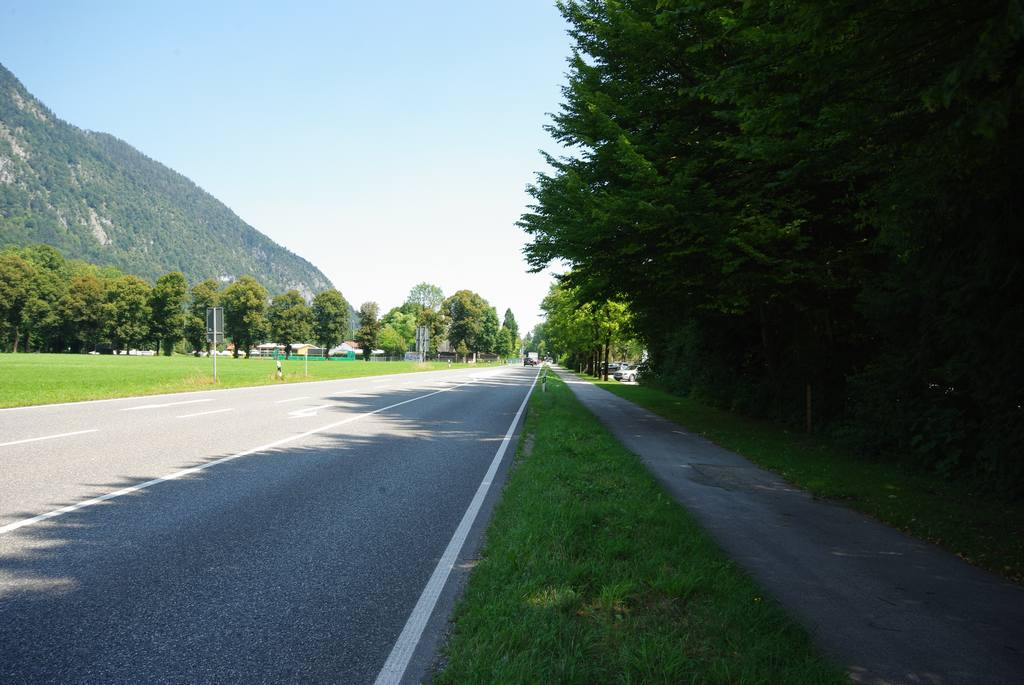
Loferer Straße (B20/B21)

Mit der Bundesautobahn 8 verfügt die Stadt über eine Autobahnanbindung. Die Anschlussstelle Bad Reichenhall, mit der größten Verkehrsbedeutung für die Stadt, liegt allerdings in der nördlichen Nachbargemeinde Piding. Die Stadt ist über die Bundesstraße 20 an sie angebunden. Im Bad Reichenhaller Stadtgebiet selbst gibt es lediglich eine Viertelanschlussstelle im Gemeindeteil Schwarzbach mit Auffahrt von der B 21 in Richtung München.
Die B 20 verbindet die Kreisstadt mit den anderen größeren Städten und Gemeinden des Landkreises, im Süden Bischofswiesen und Berchtesgaden und im Norden Piding, Ainring, Freilassing und Laufen. Von Osten nach Westen verläuft die B 21 durch das Stadtgebiet. Sie ist Teil des kleinen Deutschen Ecks und verbindet den Salzburger Zentralraum mit dem ebenfalls zum Land Salzburg gehörenden Pinzgau. Beide Bundesstraßen umfahren die Innenstadt als Umgehungsstraße auf gemeinsamer Trasse vom Verkehrsverteiler am ehemaligen Gablerknoten nordöstlich der Innenstadt über den Verkehrsverteiler Nord bis zum Verkehrsverteiler Süd am östlichen Ende der Kretabrücke. Aufgrund des starken Verkehrsaufkommens durch Durchgangs- und Schwerlastverkehr werden bereits seit Mitte der 1970er Jahre vergeblich Überlegungen angestellt, eine neue Ortsumgehung in Bad Reichenhall zu bauen. Das Projekt „Neue Ortsumfahrung Bad Reichenhall“ wurde vom Bundesverkehrsministerium auch wieder in den Bundesverkehrswegeplan 2030 aufgenommen und als „vordringlicher Bedarf“ eingestuft.

#### Bahnverkehr

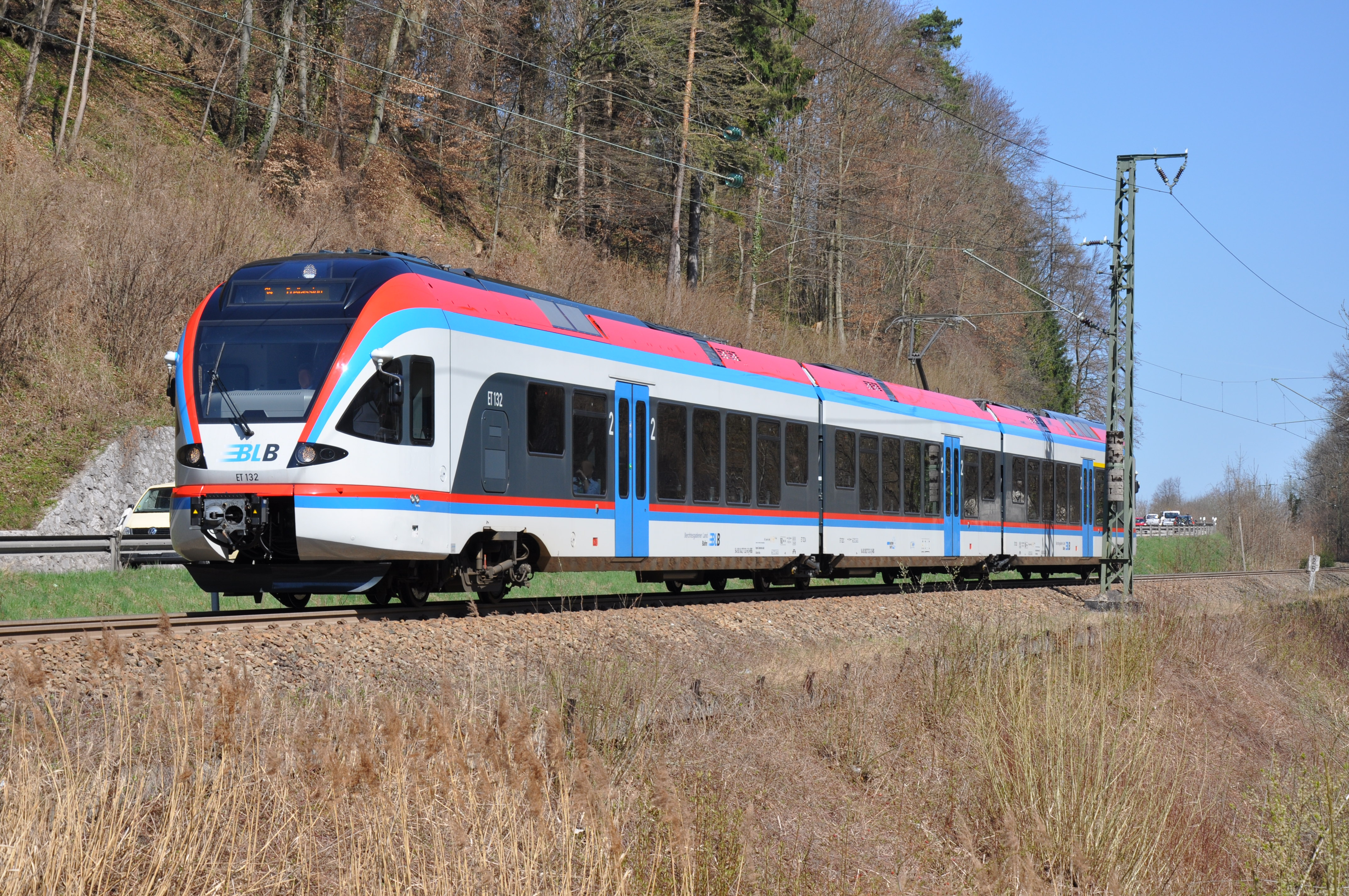
Triebwagen der Berchtesgadener Land Bahn kurz vor dem Haltepunkt Bad Reichenhall-Kirchberg

Die von Freilassing kommende Bahnstrecke ging 1866 in Betrieb, 1888 folgte die Strecke nach Berchtesgaden. Neben dem Bahnhof Bad Reichenhall existiert der Haltepunkt Bad Reichenhall-Kirchberg. Dieser wurde eingerichtet, da Kirchberg – das zu dieser Zeit noch Teil der eigenständigen Gemeinde Karlstein war – damals ein wichtiger Kur- und Fremdenverkehrsort war.
Der Zugverkehr zwischen Freilassing und Berchtesgaden wird seit Dezember 2021 überwiegend durch die Bayerische Oberlandbahn abgewickelt. Die Verbindung ist in die S-Bahn Salzburg integriert. Die Linie S3 verbindet Bad Reichenhall mit Schwarzach im Pongau über Freilassing und Salzburg, die Linie S4 verkehrt im Stundentakt zwischen Berchtesgaden und Freilassing. Durch die beiden Linien ist der Takt zwischen Bad Reichenhall und Freilassing in der Hauptverkehrszeit auf eine halbe Stunde verdichtet. In Freilassing besteht Anschluss in Richtung Salzburg, München und Mühldorf.
Mit dem Intercity Königssee – der südlich von Freilassing allerdings als Regional-Express verkehrt – besteht von beiden Bad Reichenhaller Stationen eine Direktverbindung von und nach Hamburg.

#### Weiterer öffentlicher Nahverkehr

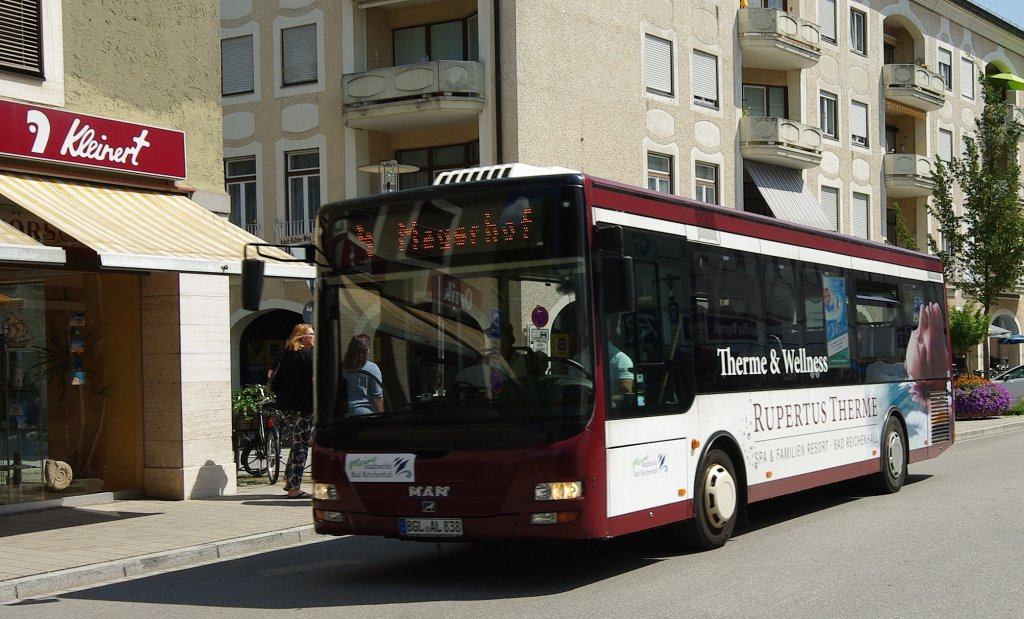
Citybus der Linie 4 (Rupertustherme-Mayerhof)

Die Stadtwerke Bad Reichenhall sind seit jeher verantwortlich für den Stadtbusverkehr. Die Linie 1 zwischen Bayerisch Gmain und dem Reichenhaller Gemeindeteil Schwarzbach sowie die Linie 2 zwischen dem Thumsee und Piding werden seit den 1990er Jahren durch die Citybus-Linien 3 und 4 verstärkt, die das Nahverkehrsangebot innerhalb der Stadt ergänzen.
Bereits vor der Jahrtausendwende haben die Stadtwerke damit begonnen, die Fahrzeuge ihrer Flotte durch umweltfreundliche Erdgasfahrzeuge zu ersetzen. Heute fährt der überwiegende Teil der Fahrzeuge der Stadtwerke mit Erdgas, aktuell sind dies neun Busse, zehn Nutzfahrzeuge und sechs PKW.
Busverbindungen in die Nachbarorte innerhalb des Landkreises sowie des Nachbarlandkreises Traunstein, dem Pinzgau und der Stadt Salzburg werden vom Regionalverkehr Oberbayern, dem ÖBB-Postbus sowie den Bussen der Salzburg AG angeboten.

#### Radverkehr
Bad Reichenhall liegt am Bodensee-Königssee-Radweg, welcher in Lindau beginnt und zum Königssee bei Berchtesgaden führt.

#### Flughäfen
Der nächstgelegene deutsche Verkehrsflughafen ist der Münchener Flughafen „Franz Josef Strauß“ bei Freising. Dieser liegt Luftlinie etwa 110 Kilometer entfernt, die schnellste Straßenverbindung über die A 8, die A 99, A 9 und die A 92 ist etwa 170 Kilometer lang und ist in gut eineinhalb Stunden zu bewältigen. Die Fahrt mit öffentlichen Verkehrsmitteln dauert etwa drei Stunden. Der Flughafen ist – gemessen an der Zahl der Fluggäste – der zweitgrößte Flughafen Deutschlands.
Wesentlich näher an Bad Reichenhall ist der Flughafen Salzburg im benachbarten Österreich, der jedoch nur 4 % des Fluggastaufkommens des Münchner Flughafens hat. Luftlinie nur 12 km entfernt, erreicht man den Flughafen, der sich westlich von Salzburg und damit nahe der Landesgrenze befindet, von Bad Reichenhall mit dem Auto in etwa 15 Minuten. Die direkte Busverbindung vom Bahnhof Bad Reichenhall mit den Bussen der ÖBB zum Flughafen dauert zwischen 18 und 37 Minuten. Die leichte Erreichbarkeit macht den Flughafen Salzburg zu einem beliebten Reiseflughafen auch im benachbarten Deutschland, direkte Flugverbindungen bestehen in wichtige Urlaubsländer wie Griechenland, Ägypten, Israel oder die Türkei, direkt angeflogen werden auch Inseln wie Mallorca, Fuerteventura und Teneriffa. Auch zu nördlichen und östlichen Destinationen bestehen Direktflüge; z. B. nach England, Schottland, Irland, Island, Norwegen, Schweden, Finnland, Russland oder Lettland. Auch viele Winterurlauber nutzen den Flughafen, um zwischen November und März Skiurlaub in Österreich und insbesondere im Land Salzburg zu machen.

##### Flugplatz Mayerhof

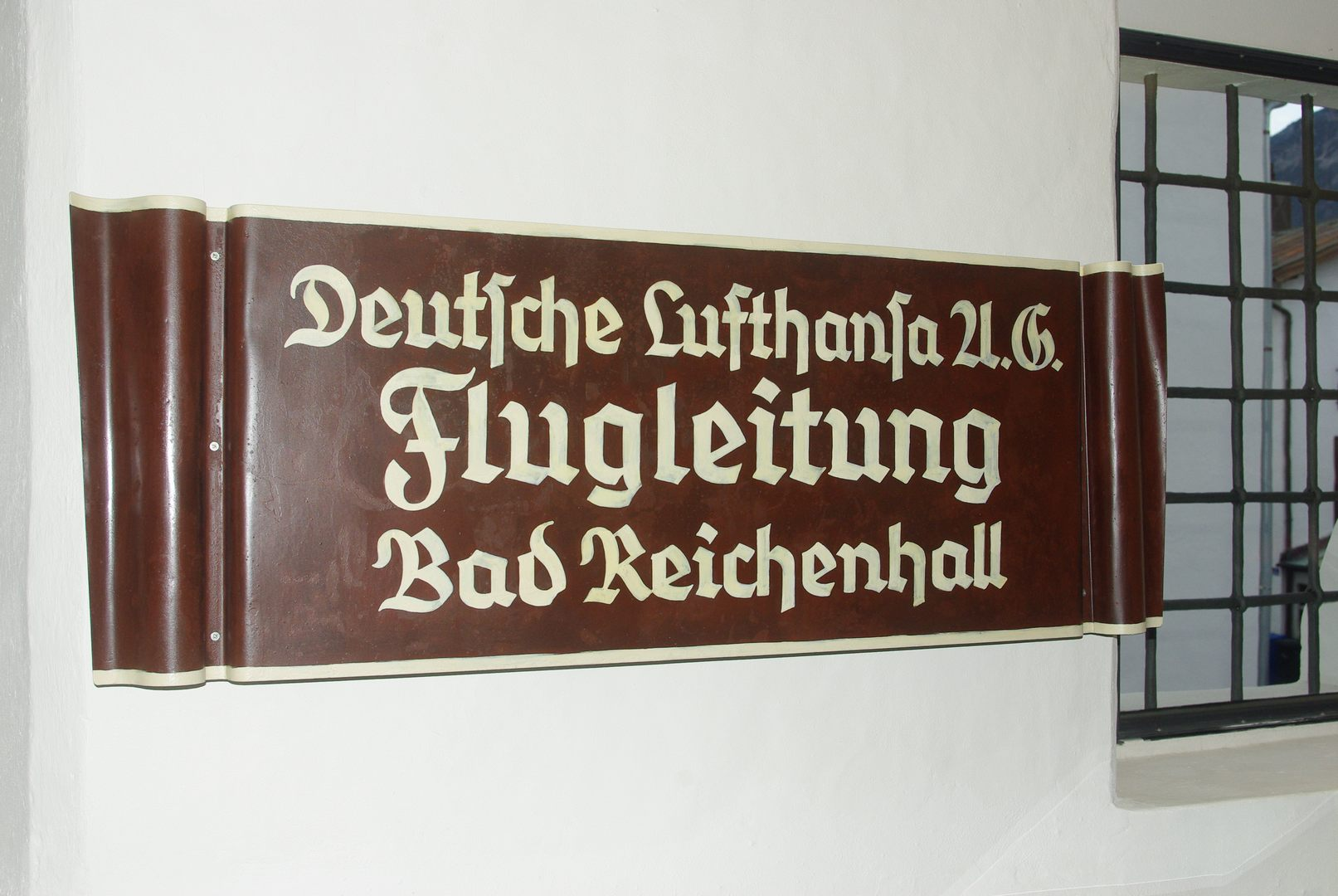
Hinweistafel „Flugleitung“ Lufthansa

Die ersten Planungen für einen eigenen Flugplatz im Stadtgebiet gab es bereits 1919. Damals lag dem Stadtrat ein Angebot der Rumpler-Werke vor, die bei Vorhandensein eines geeigneten Flugplatzes einen Linienverkehr einrichten würden. 1922 wurde diese Idee erneut diskutiert und 1924 schließlich erste Schritte unternommen. Ein geeignetes Feld beim Mayerhof in St. Zeno wurde für zehn Jahre gepachtet, planiert und erschlossen und ein Funktionsgebäude errichtet. Der Flugplatz wurde am 2. Mai 1925 offiziell eröffnet, als eine sechssitzige Fokker F.III mit dem Kennzeichen D-542 mit drei Landtagsabgeordneten und einem Münchener Zeitungsredakteur landete. Ab diesem Zeitpunkt wurde Bad Reichenhall auf der Linie 35 des „Süddeutschen Aero-Lloyd“ in der Zeit zwischen Mai und Oktober täglich von München-Oberwiesenfeld aus angeflogen. Das Grandhôtel Axelmannstein stellte einen eigenen Wagen ab, der die Gäste vom Flugplatz ins Hotel brachte. 1926 wurde für 30.000 RM ein Hangar errichtet. Rentabel war der Flugplatz jedoch nie, da mehrere Flüge am Tag sowie ein Betrieb während der Wintermonate vom Stadtrat abgelehnt wurden. 1926 wurden 1110 Passagiere mittels Flugzeug nach Bad Reichenhall gebracht. Als im gleichen Jahr Salzburg in Himmelreich einen Flugplatz anlegte, verlor der Standort in Bad Reichenhall an Bedeutung und konnte in der Folge nicht mehr direkt, sondern nur über Salzburg angeflogen werden. Der Flugplatz wurde weiterhin von der Stadt subventioniert, während der Weltwirtschaftskrise wurde dies jedoch erschwert und 1931 stellte die Süddeutsche Luft Hansa den Flugbetrieb München–Salzburg–Bad Reichenhall ein. Bis 1939 wurde der Flugplatz nur noch für Rundflüge genutzt. Im Zweiten Weltkrieg kam der Flugverkehr endgültig zum Erliegen und wurde nach dem Krieg nicht mehr aufgenommen.
Der Hangar des Flugplatzes Mayerhof befand sich in etwa dort, wo heute das Landratsamt ist. Das Flugfeld war südöstlich davon im Bereich des heutigen Froschhamer Wegs und des Waldwegs.
Der Flugplatz Mayerhof war auch Ausgangspunkt für viele Rundflüge des Bad Reichenhaller Luftbildfotografen Karl Kruse, der in dieser Zeit viele Luftaufnahmen der Stadt anfertigte. In den 1920er Jahren flog auch Ernst Udet den Bad Reichenhaller Flugplatz mehrmals an. Weitere prominente Gäste waren Eduard von Schleich, Kronprinz Leopold von Bayern mit Gemahlin Gisela von Österreich, Familie Krupp sowie Heinz Rühmann, der im Besitz einer Pilotenlizenz war und mehrere Male selbst im eigenen Flugzeug nach Bad Reichenhall flog.

##### Flugplatz Obermühle
1947 wurde auf den ebenen Wiesenflächen östlich des benachbarten Marzoller Ortsteils Weißbach, der heute zur Stadt Bad Reichenhall gehört, der Flugplatz Obermühle eingerichtet. Gut zwei Jahrzehnte war der Sportflugplatz in Betrieb, von der Alpenflug Reichenhall wurden Rundflüge in der näheren Umgebung angeboten. Ebenso fand Segelflugbetrieb statt. 1971 wurde das Gelände verkauft und in der Folge überbaut.

### Medien
Das Reichenhaller Tagblatt wurde 1840 gegründet und erschien von Anfang der 1970er Jahre bis 2015 mit den Mantelseiten des Traunsteiner Tagblatts. Es gehört seit 2014 zur Verlagsgruppe der Passauer Neuen Presse und übernimmt deren überregionalen Teil. Aus demselben Haus stammt das landkreisweite wöchentliche Anzeigenblatt Berchtesgadener Wochenblatt, das eine Auflage von 37.200 hat.
Der Sender Bad Reichenhall im Kirchholz versorgt seit 1967 die Kurstadt mit Radioprogrammen des Bayerischen Rundfunks. In Bad Reichenhall sind zudem u. a. der Österreichische Rundfunk, freie Sender wie Antenne Bayern und seit dem 1. Januar 2009 der Lokalsender Bayernwelle SüdOst mit Sitz in Freilassing empfangbar. Bayernwelle SüdOst hat die Frequenz des 2008 eingestellten Senders Untersberg live übernommen. Die Radiofabrik aus Salzburg betreibt seit 2015 ein Außenstudio in Bad Reichenhall und sendet mehrere regelmäßige Formate direkt aus der Stadt.

### Bildung

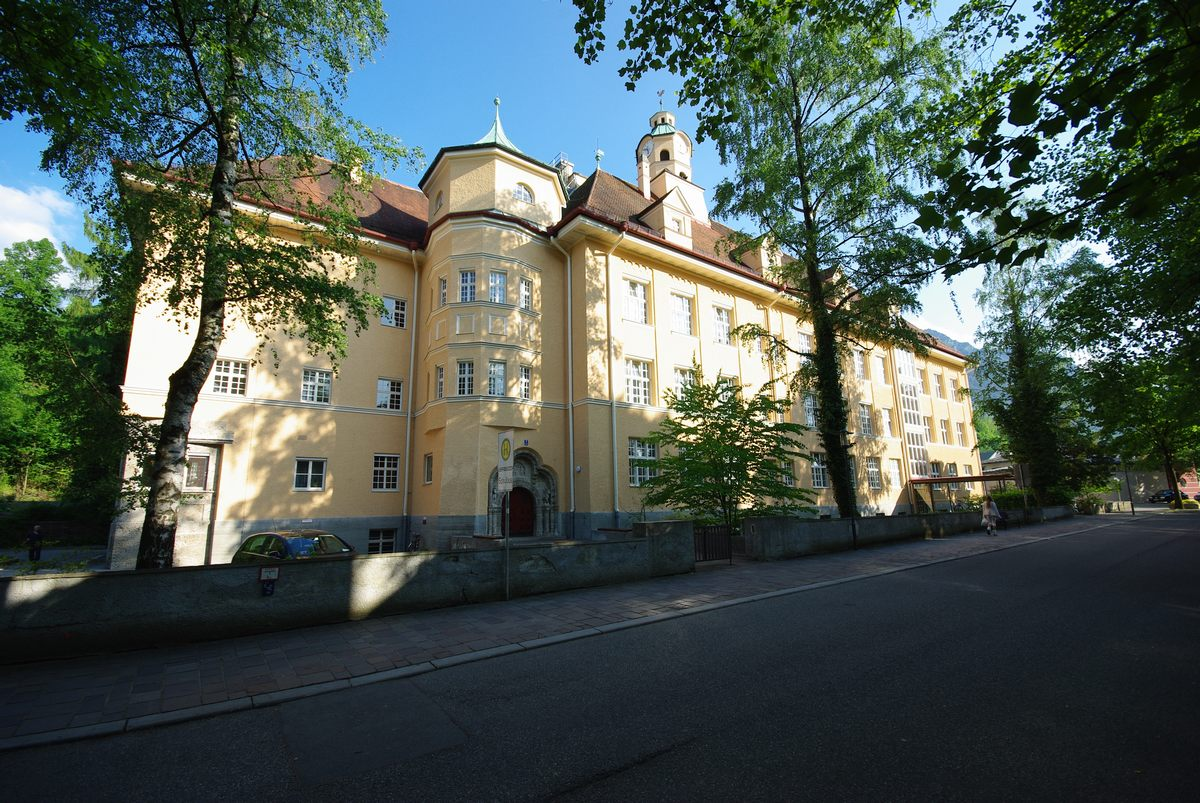
Grundschule an der Heilingbrunnerstraße, benannt nach dem Hauptlehrer Heilingbrunner, der Mitbegründer und Leiter der Fortbildungsschule war

In der Stadt gibt es das Karlsgymnasium und die Realschule der Erzdiözese München und Freising in St. Zeno. Weiterhin gibt es eine Mittelschule (St. Zeno), ein Sonderpädagogisches Förderzentrum, eine Montessori-Schule und vier Grundschulen (Heilingbrunnerschule, St. Zeno, Marzoll und Karlstein).
Weitere Bildungseinrichtungen sind die Berufsfachschule für Krankenpflege an der Kreisklinik Bad Reichenhall der Kliniken Südostbayern, die Städtische Musikschule, die Städtische Volkshochschule und die Steigenberger Akademie.
Im September 2009 wurde der Campus Bad Reichenhall der IUBH School of Business and Management eröffnet.
Die städtische Kunstakademie bietet Kurse in den Bereichen Malerei, Zeichnung, Bildhauerei, Druckgrafik, Fotografie, Installation, Performance, Land und Urban Art an.

## Persönlichkeiten

Mathias Mack

- Rupert von Salzburg (um 650–718), einer Legende nach Wiederentdecker der verschwundenen Solequellen und heute Stadtpatron von Reichenhall
- Hanns Reiffenstuel (1548–1620), erbaute zusammen mit seinem Sohn Simon in den Jahren 1617 bis 1619 die Soleleitung von Reichenhall nach Traunstein
- Georg Friedrich von Reichenbach (1771–1826), bayerischer Ingenieur und Konstrukteur der Wassersäulenmaschine; modernisierte die Soleleitung nach Traunstein und verlängerte sie bis Rosenheim
- Friedrich von Schenk (1785–1866), in seine Amtszeit als Direktor der Salinendirektion der Stadt fiel der große Stadtbrand von 1834, er war maßgeblich am Wiederaufbau der Soleförderung und am Entwurf der Alten Saline beteiligt
- Mathias Mack (1801–1882), Apotheker und Bürgermeister, Erfinder der Latschenkiefernöldestillation, gilt gemeinsam mit Ernst Rinck als Begründer des Kurorts
- Josef Gung’l (1809–1889), erster Chefdirigent der von ihm neu gegründeten Bad Reichenhaller Philharmonie
- Georg von Liebig (1827–1903), Mediziner und Klimatologe, richtete im Dianabad die erste funktionsfähige pneumatische Kammer ein
- Franz Ritter von Brandl (1833–1896), Königlicher Oberbaurat
- Gustav Ortenau (1864–1950), Lungenfacharzt in Bad Reichenhall
- Angelo Simonini (1867–1932), Bakteriologe und Dr. der Chemie, nach ihm wurde die Simonini-Reaktion benannt
- Alfred Nathan (1870–1922), gestorben in Bad Reichenhall, stiftete Geld u. a. für die Errichtung des Zentaurenbrunnens vor dem Bahnhof, der Bildstöckl-Kapelle und einem Militärerholungsheim; in Erinnerung an seine Mutter ließ er die Amalienhöhe errichten
- Theodor Thürmer (1890–1962), leitete von 1937 bis 1955 das Forstamt Reichenhall-Nord und lebte bis zu seinem Tod bei Bad Reichenhall
- Draga Matković (1907–2013), Konzertpianistin